# Sénégal
Pour les articles homonymes, voir Sénégal (homonymie).
République du Sénégal
(wo) Réewum Senegaal
(ff) Ndenndaandi Senegaal 
Le Sénégal, en forme longue la république du Sénégal, est un État d'Afrique de l'Ouest bordé à l'ouest par l'Océan Atlantique. Les pays qui lui sont frontaliers sont la Mauritanie au nord, le Mali à l'est, la Guinée au sud-est, la Guinée-Bissau au sud-ouest, et enfin la Gambie, qui est presque entièrement enclavée au sein du territoire sénégalais dans l'embouchure du fleuve Gambie.
Le Sénégal est connu pour ses paysages divers et variés abritant des animaux endémiques comme le parc national des oiseaux du Djoudj. Dakar, la capitale, est une ville portuaire avec des quartiers célèbres comme la Médina ainsi que la Maison des Esclaves sur l'île de Gorée. La Casamance est une région du sud du Sénégal caractérisée par sa grande verdure et ses riches traditions avec plusieurs ethnies. Saint-Louis, à l'embouchure du fleuve Sénégal, est connu pour son architecture coloniale ainsi que sa vieille ville, l'île de N'Dar, reliée par le pont Faidherbe inauguré en 1897.
Le pays doit son nom à l'expression "Sunuu gaal" car bordé par la mer et aussi par le fleuve Sénégal qui le borde à l'est et au nord et qui prend sa source dans le Fouta-Djalon en Guinée. Le climat est tropical et sec avec deux saisons : la saison sèche et la saison des pluies.
Le Sénégal fait partie de la Communauté économique des États de l'Afrique de l'Ouest (CEDEAO). Intégré aux principales instances de la communauté internationale, le Sénégal fait également partie de l'Union africaine (UA), de la Communauté des États sahélo-sahariens (CEN-SAD), de l'Organisation internationale de la francophonie (OIF) et de l'Organisation de la coopération islamique (OCI).
Le Sénégal est un pays en développement et se classe en 170e position dans le monde et en 34e position en Afrique selon son indice de développement humain en 2021.

## Étymologie
L'explication de l'origine du nom Sénégal reste sujette à débats.
Dès 1850, l'abbé David Boilat, quarteron et fils de signare, y voyait dans ses Esquisses sénégalaises une déformation de l'expression wolof suñu gaal, c'est-à-dire « notre pirogue ». Très populaire, cette version est en général relayée par les médias et favorisée par les autorités dans la mesure où elle met en avant la solidarité nationale.
Elle est pourtant contestée depuis les années 1960 et plusieurs autres étymologies ont été avancées, celle considérée actuellement[C'est-à-dire ?] comme la plus plausible rattachant le toponyme à une tribu berbère du Sahara, les Sanhadja (« Zenaga » en berbère).

## Géographie

### Localisation, territoire et espaces maritimes
Le Sénégal est positionné par 14° de latitude Nord et 14° de longitude Ouest. Son territoire, plus précisément, est compris entre 12°8 et 16°41 de latitude Nord et 11°21 et 17°32 de longitude Ouest.
S'étendant sur une surface de 196 722 km2, le Sénégal dispose d'une importante façade maritime, à l'ouest, avec l'océan Atlantique (530 km de côtes). Le fleuve Sénégal constitue, au nord et au nord-est, une frontière avec la Mauritanie, tandis qu'à l'est-sud-est, il constitue une frontière avec le Mali. Au sud-est, la frontière avec la Guinée est traversée par les contreforts du massif montagneux du Fouta-Djalon, et celle avec la Guinée-Bissau, au sud-sud-ouest, est traversée par une forêt tropicale. Au sud, la Gambie forme une enclave et sépare la région de la Casamance du reste du pays. À l'ouest, la presqu'île du Cap-Vert constitue la partie la plus occidentale du pays et de toute l'Afrique continentale.
Le Sénégal partage des frontières maritimes avec le Cap-Vert, la Mauritanie, la Gambie et la Guinée-Bissau. Et avec 720 km de côtes, la zone économique exclusive du Sénégal s'étend sur 212 000 km2.

#### États limitrophes
| Océan Atlantique                    | Mauritanie    | Mauritanie |
| Océan Atlantique Cap-Vert, à 650 km | Sénégal       | Mali       |
| Gambie Océan Atlantique             | Guinée-Bissau | Guinée     |

### Géologie, topographie et hydrographie

#### Aperçu géologique

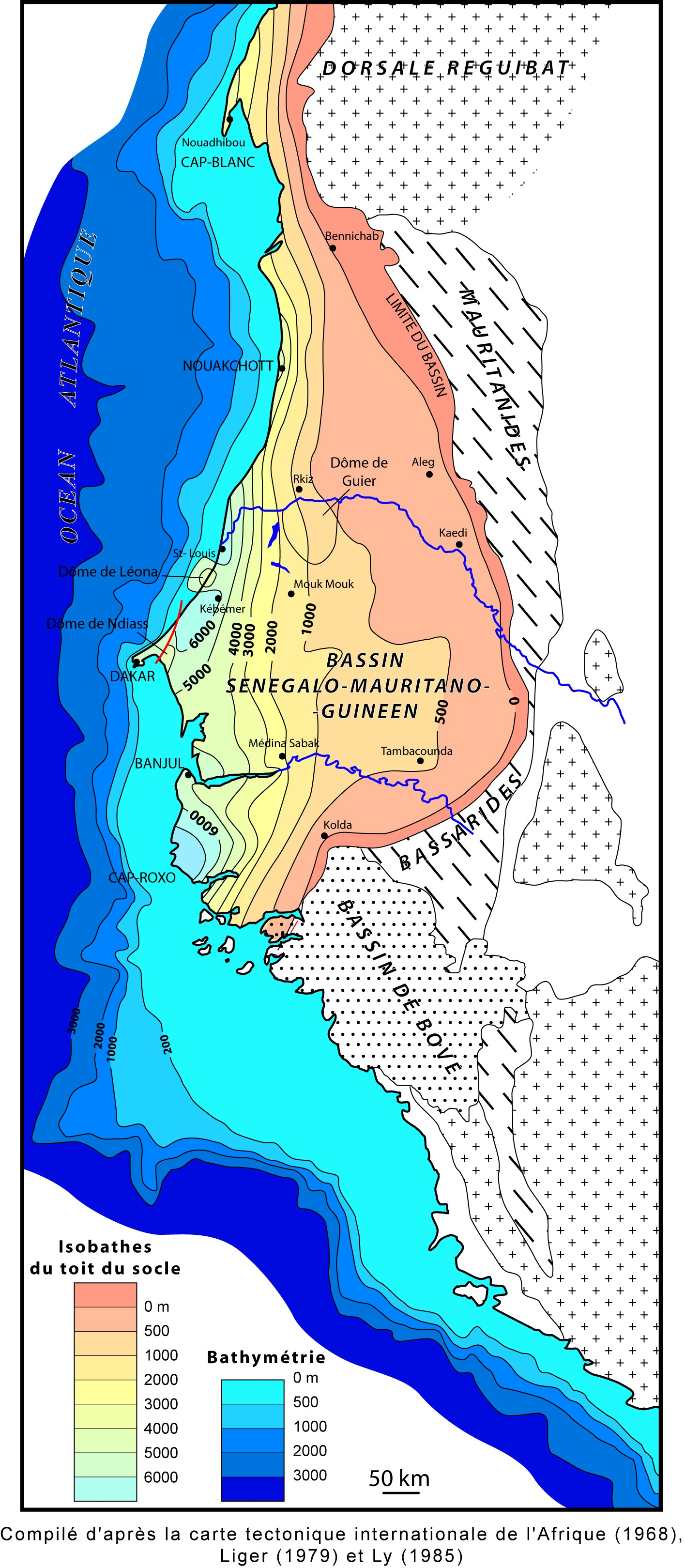
Le bassin sédimentaire sénégalo-mauritano-guinéen dans son cadre régional.

Le bassin sédimentaire sénégalais constitue un segment du bassin sénégalo-mauritano-guinéen, vaste bassin côtier de marge continentale passive. Ce bassin sédimentaire est limité à l'est et au sud-est par la chaîne des Mauritanides, et au sud par le bassin de Bové. Long de 1 300 km, dans son extension maximale (Mauritanie-Guinée-Bissau), ce bassin atteint une largeur maximale d'environ 550 km à la latitude de Dakar.
Appuyé sur le craton ouest-africain, le bassin côtier accumule une puissante série sédimentaire, d'origine principalement marine, qui débute au Trias-Lias et se termine au Miocène. Depuis la limite orientale du bassin, proche de Bakel, les dépôts s'épaississent vers l'ouest, d'abord progressivement, puis, passant une flexure localisée entre 15°30'W et 16°30'W,, leur épaisseur augmente rapidement, pour atteindre, à Dakar, des épaisseurs de plus de 6 000 m à 7 000 m,. En Casamance, les profondeurs estimées dépasseraient huit mille mètres.
Malgré le caractère apparemment subhorizontal des couches, les données de l'exploration pétrolière indiquent une forte structuration et une importante compartimentation des dépôts, dont le horst de Diass donne un aperçu. Au Sénégal, la série du Mésozoïque-Cénozoïque affleurante se limite aux niveaux stratigraphiques les plus supérieurs, n'interceptant les roches d'âge Campanien que très marginalement, alors que le Maastrichtien est mieux exposé dans le horst de Diass, malgré la présence d'une puissante cuirasse latéritique.
Les séries cénozoïques sont plus largement représentées à l'affleurement, exposées dans les falaises de la presqu'île du Cap-Vert et aussi dans la falaise à l'ouest et au sud de Thiès et marginalement dans le Sine Saloum, où elles sont surtout connues en puits. Les plus beaux affleurements se localisent à la marge passive atlantique. Au cœur du bassin, la série sédimentaire est masquée par la cuirasse latéritique fini-Tertiaire et, vers le nord-ouest, par les dépôts de sédiments éoliens quaternaires. Dans cette région centrale et orientale, les seuls affleurements tertiaires connus sont limités aux rives du lac de Guiers et à la haute vallée du fleuve Sénégal, dans la région de Matam, les grès du « Continental terminal » (renommé Formation du Saloum en 2009) venant largement sceller et masquer la série marine du Paléogène. En Casamance, il est connu, en forage, que la série marine monte jusque dans le Miocène.
Du volcanisme du Miocène apparaît régionalement dispersé dans la presqu'île du Cap-Vert et la région de Thiès ; il est représenté par des laves et des tufs coiffés par la cuirasse ferrugineuse latéritique d'âge fini-Pliocène. Le volcanisme quaternaire, polyphasé, est restreint à la pointe de la presqu'île du Cap-Vert.
De récentes cartes géologiques du Sénégal (2009) ont été élaborées dans le cadre de la coopération Sénégal – Union européenne, suivant les procédures du neuvième Fonds européen de développement (FED) pour le compte de la Direction des Mines et de la Géologie (DMG), et existent aux échelles de 1/500 000 pour les trois quarts du territoire et de 1/200 000 le long du fleuve Sénégal.

#### Topographie

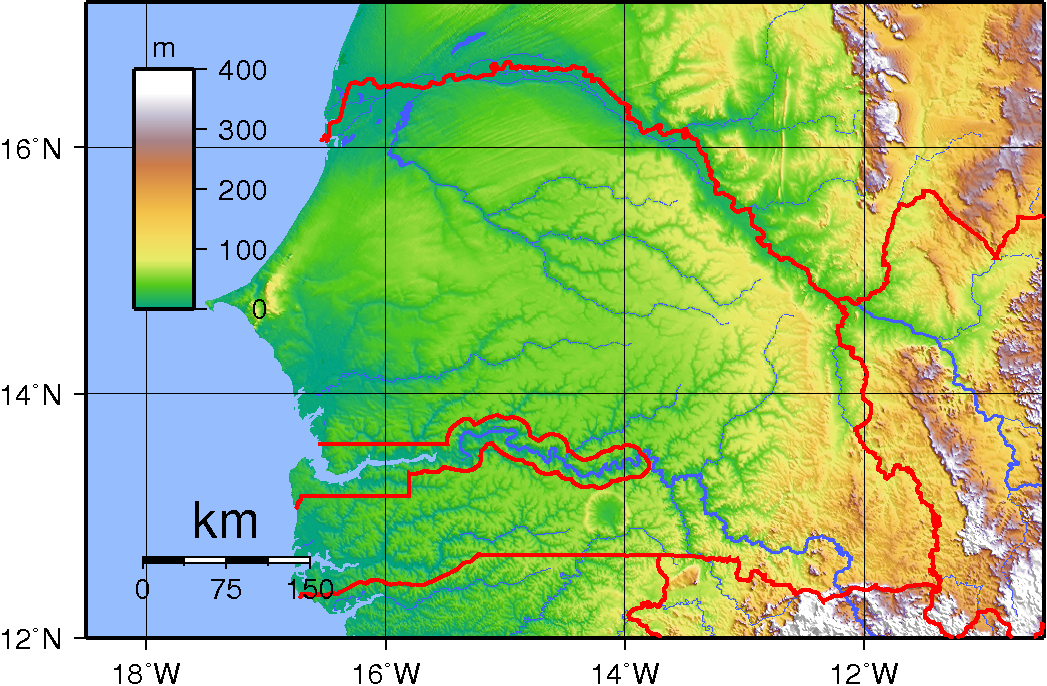
Topographie du Sénégal.

#### Hydrographie
Le fleuve Sénégal est long de 1 750 km. Il prend sa source en Guinée à 750 m d'altitude et sert de frontière avec le Mali et la Mauritanie avant de se jeter dans l'océan Atlantique à Saint-Louis.
Le pays est également en partie traversé par le fleuve Gambie.
Parmi les nombreux lacs, les principaux sont le lac Rose (eau salée) et le lac de Guiers (eau douce).

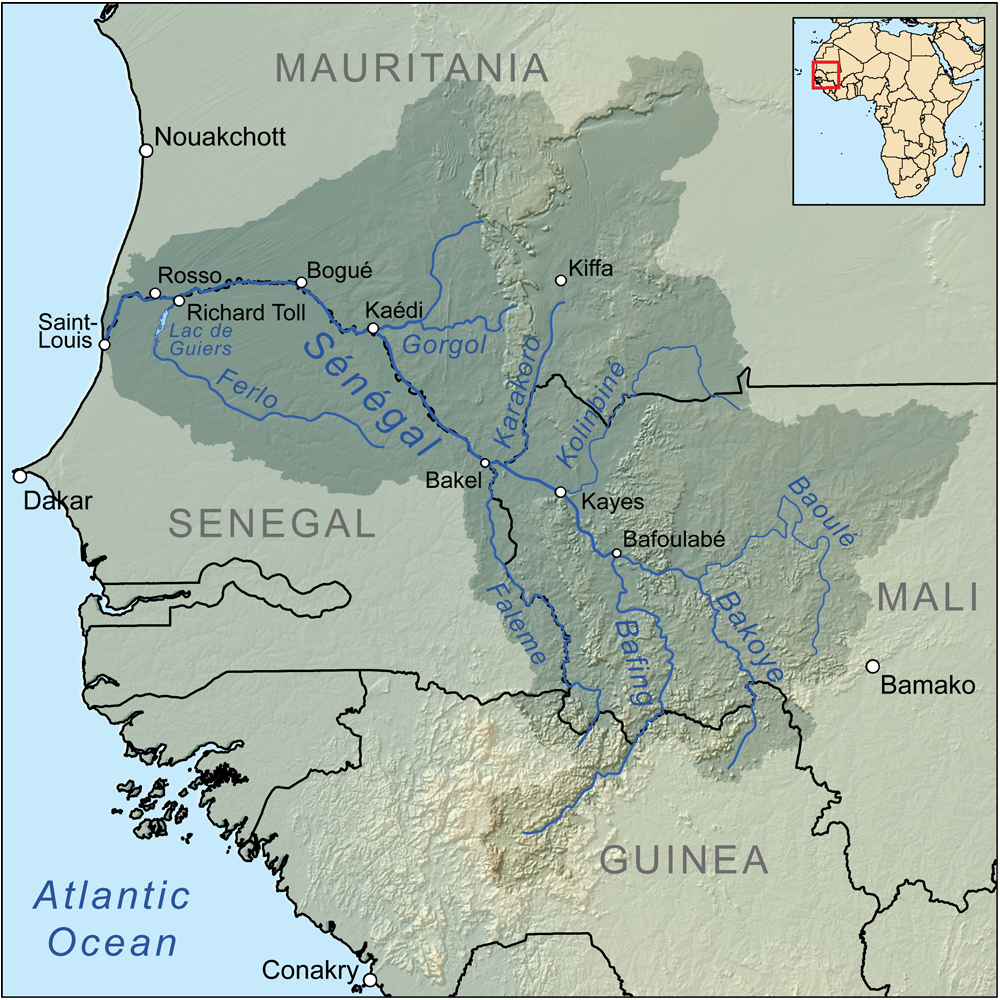
Le fleuve Sénégal.
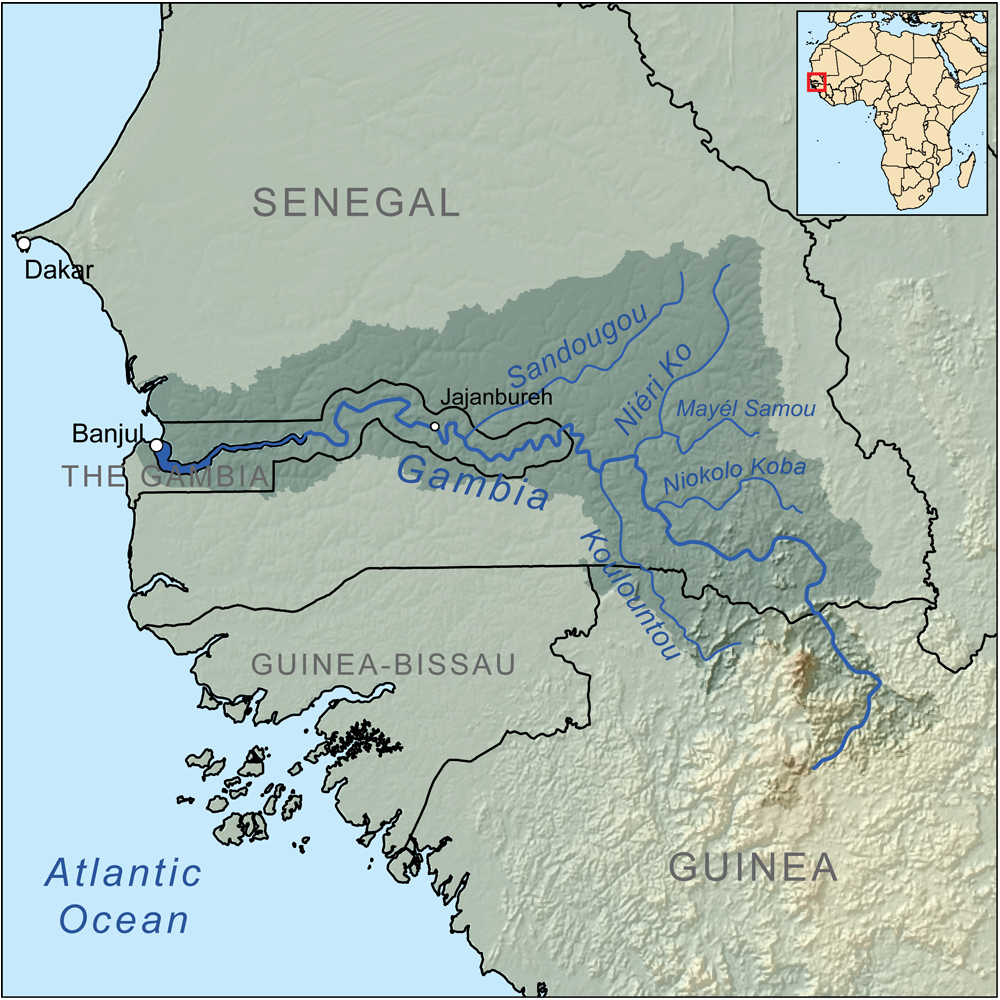
Le fleuve Gambie, traversant une partie du territoire sénégalais.
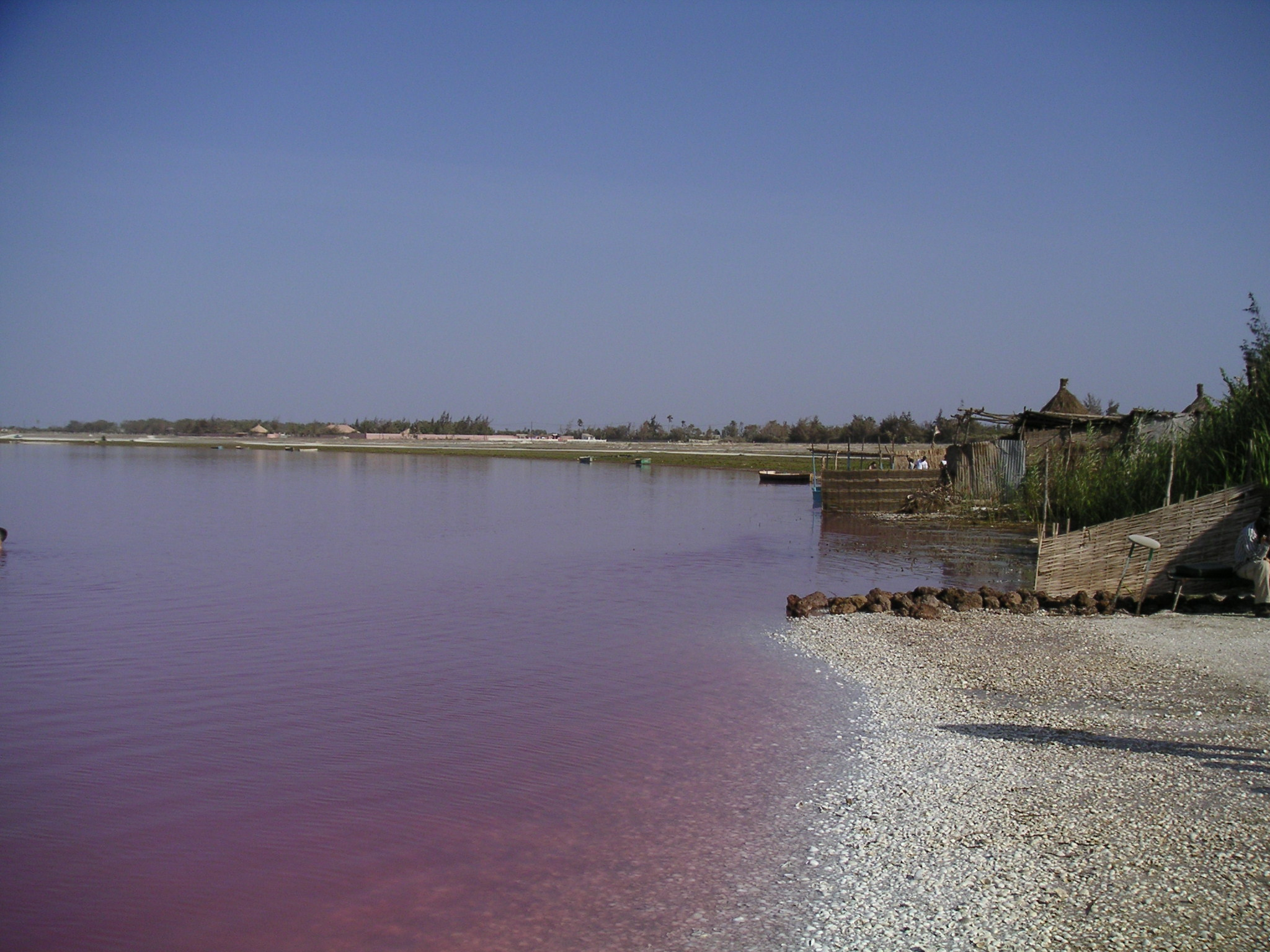
Le lac Rose.
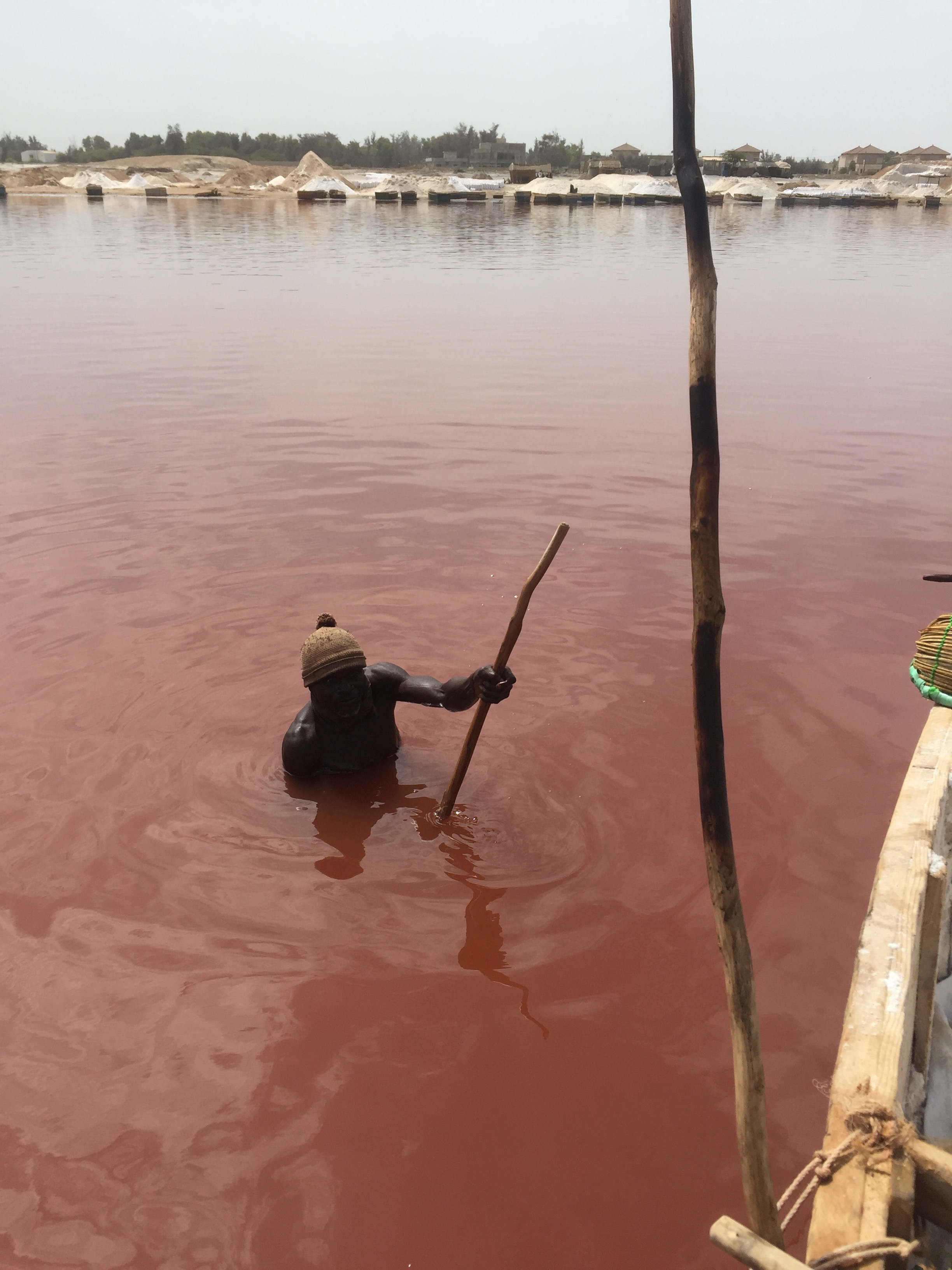
Homme grattant le fond du lac Rose pour en extraire le sel.

### Climat
Le climat est de type désertique dans le Nord, et de type tropical de savane dans le Sud, avec :
- une saison des pluies de juin à octobre avec un pic en août, septembre est variable selon la latitude (moins de précipitations dans le Nord que dans le Sud). C'est la période des moussons. On ne peut parler de vraie saison des pluies que dans la Casamance, seule région où il y a aussi des forêts dignes de ce nom ;
- une saison sèche de novembre à juin avec des alizés continentaux, avec des températures comprises entre 22 °C et 30 °C, comportant des variations importantes entre le littoral et l'intérieur[19],[20].

Les températures varient avec les saisons :
- en été, période de pluie, souvent appelée abusivement « hivernage » depuis la période coloniale, les températures sont à leur maximum ;
- mais elles sont au minimum en cette période dite aussi, abusivement, « hiver » aux mois de janvier-février. Par contre, on remarque des précipitations plus marquées du sud au nord[19].

Sur le littoral, la mer (avec le courant des Canaries froid) apporte de la fraîcheur, les températures sont de l'ordre de 16 °C à 30 °C mais le centre et l'Est du Sénégal peuvent avoir des températures allant jusqu'à 46 °C.
Pendant l'hiver en Europe, le Sénégal devient une destination appréciée permettant de développer une activité touristique[réf. souhaitée].

#### Diversité climatique

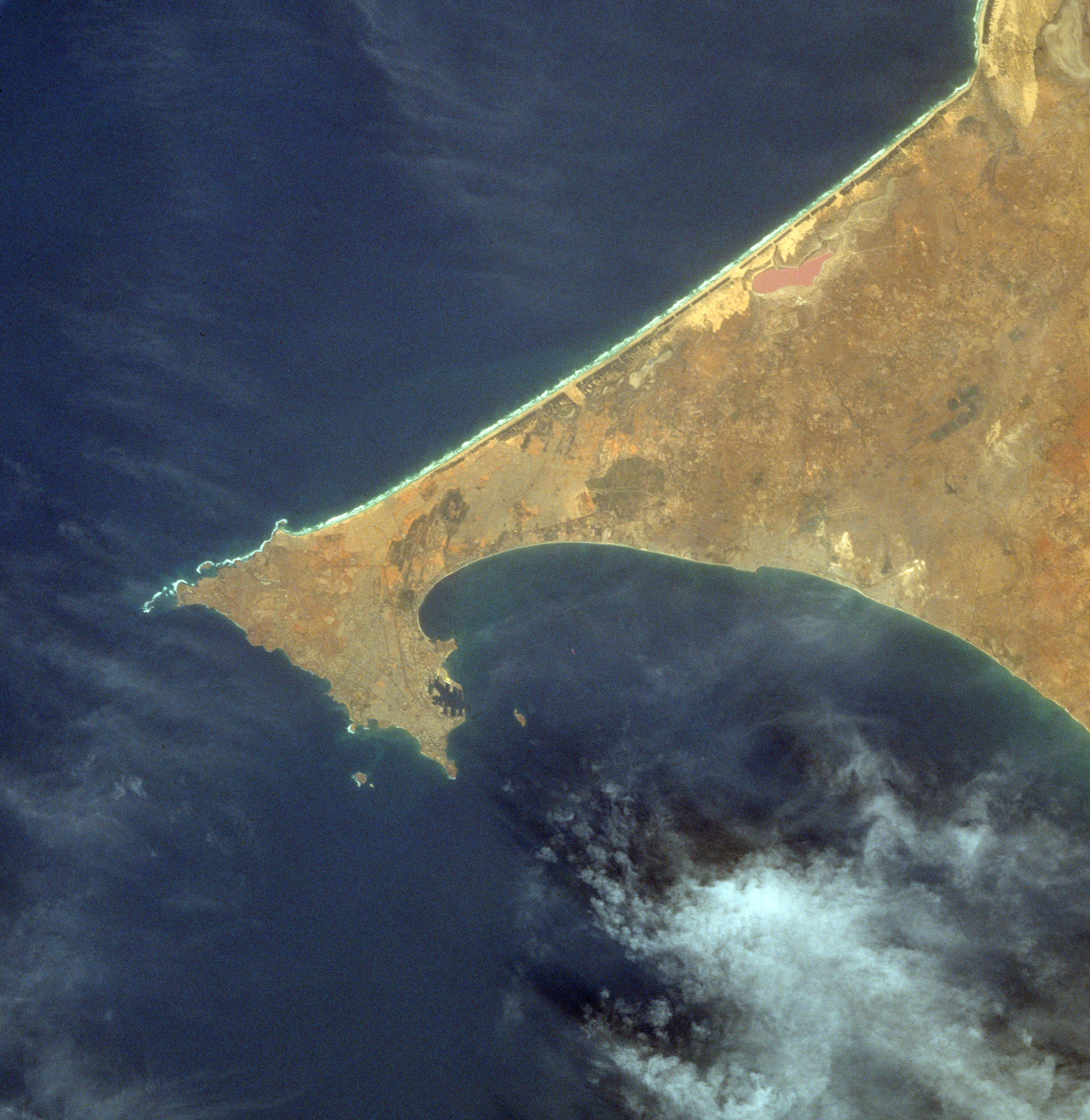
Vue satellite de la presqu'île du Cap-Vert.

De manière générale, l'Ouest du pays, représenté par le littoral, connaît des températures plus fraîches que l'Est grâce à l'océan. Le centre et l'Est du pays connaissent des températures continentales très chaudes pendant la journée et fraîches la nuit.

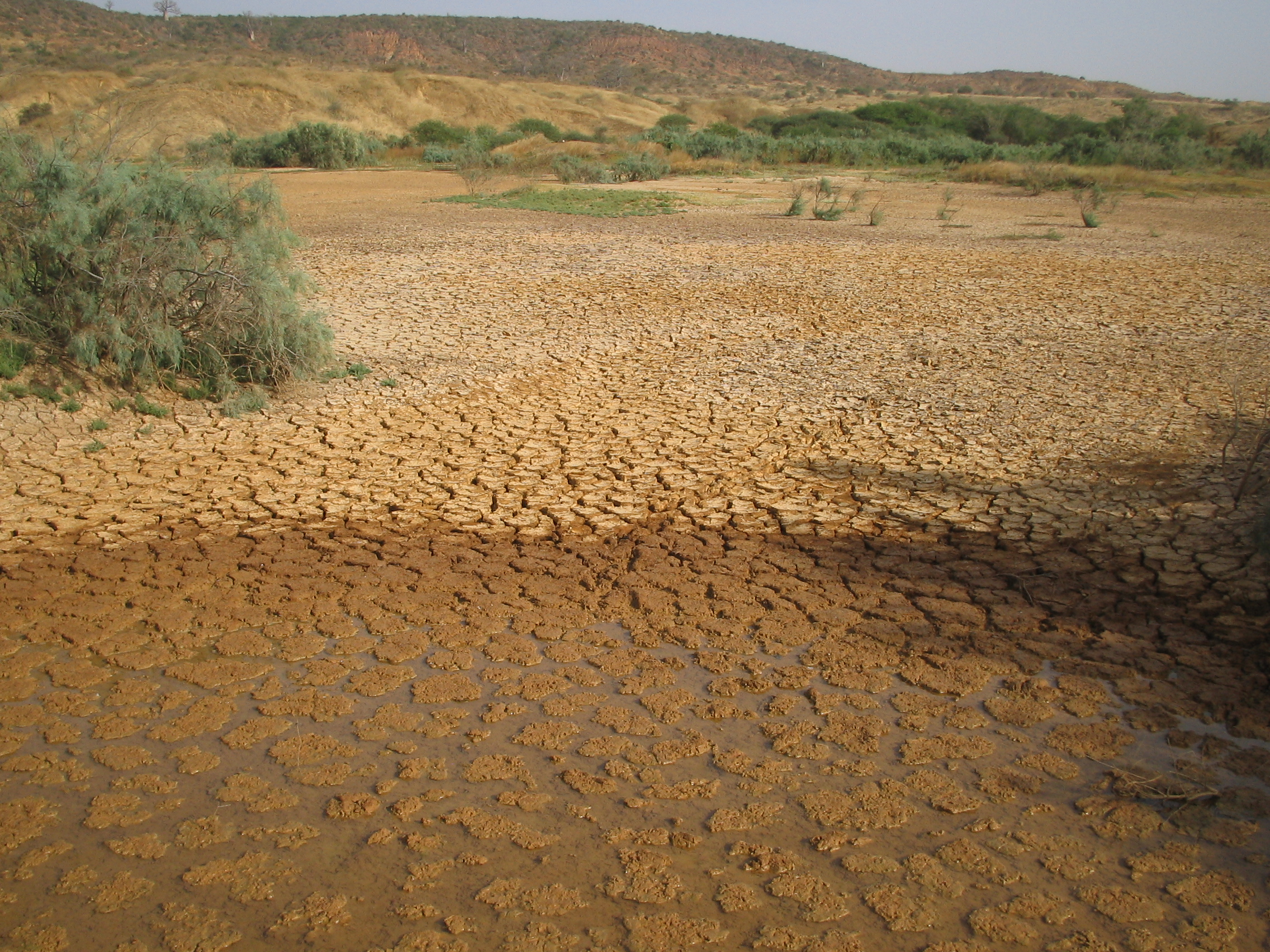
Réserve naturelle de Popenguine.

Du nord au sud, il existe cinq types de domaines climatiques appartenant au climat tropical :
- dans la zone sahélienne, au nord dans la région de Saint-Louis, une végétation typique du Sahel représente le domaine de la steppe arborée ou arbustive. De nos jours, la désertification touche cette zone. L'acacia du Sénégal est l'arbre le plus présent avec quelques baobabs ;
- dans la zone sahélo-soudanienne, qui s'étend sur les régions de Dakar, Thiès, Diourbel, Louga, Matam, la steppe fait place à la savane arborée et sèche. Le baobab, l'acacia et le fromager y sont les arbres dominants ;
- dans la zone soudanienne, vers les régions de Fatick, Kaolack, tout le nord et le centre de la région de Tambacounda, la végétation de type savane est beaucoup plus dense que dans la précédente zone : les arbres y sont beaucoup plus présents, et des forêts clairsemées apparaissent. Baobabs, acacias, fromagers et palmiers sont les arbres dominants dans cette zone ;
- dans la zone soudano-guinéenne, au nord des régions de Ziguinchor, Kolda, et au sud de la région de Tambacounda, les forêts sont très présentes ainsi que de grandes savanes très denses. Les arbres sont variés : baobabs, fromagers, palmiers, filaos et rôniers ;
- la zone guinéenne, à cheval sur le Sud des régions de Ziguinchor et Kolda. Étant la zone la plus humide, les forêts y sont denses. Tous les arbres du Sénégal y sont présents.

### Environnement

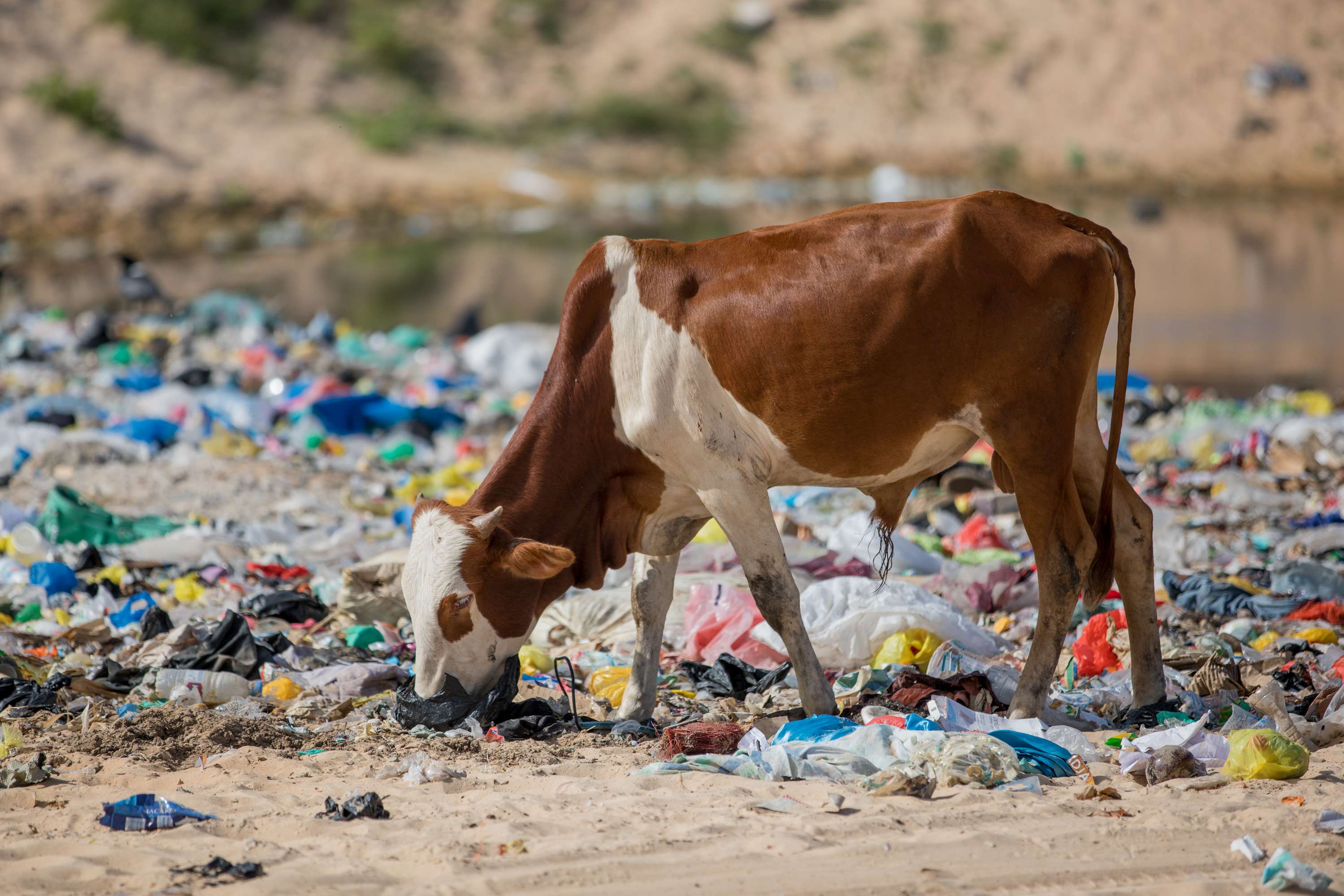
Vache se nourrissant de déchets dans une décharge sauvage à Guédiawaye.

Les problèmes environnementaux du Sénégal sont variés. Selon The World Factbook, il existe des problèmes pressants en ce qui concerne la diminution de la faune sauvage menacée par le braconnage, la déforestation, le surpâturage, la dégradation des sols, la désertification et la surpêche.
En 2006, le Sénégal comptait encore 45,1 % — soit environ 8 673 000 hectares — de forêt, dont 18,4 % — ou environ 1 598 000 hectares — classés comme forêt primaire. Déjà en 2007, on remarquait que le Sénégal perdait 350 000 hectares de forêt par an en raison de cultures sur brûlis dues à la croissance rapide de sa population. Une des conséquences est qu'environ 13 % des terres, hébergeant environ 22 % de la population, sont désormais considérées comme dégradées. En 2016, on estimait que le couvert forestier de la Casamance aurait disparu en 2018 si l'exploitation forestière illégale se poursuivait.
Les termites (Macrotermitinae) sont redoutés au Sénégal où ils sapent la charpente des habitations, dévastent les champs de canne à sucre ou les cultures vivrières de mil et de sorgho.
Dans l'objectif d'améliorer le traitement des déchets, le président Macky Sall a lancé en 2020 les « Cleaning Days », des journées mensuelles de nettoyage de la ville de Dakar.

#### Biomes
- Savane soudanienne occidentale.
- Mangroves guinéennes : au Sénégal, on estime qu'entre 1980 et 2005, la mangrove a perdu 14 % de sa superficie, en passant de 169 000 à 115 000 hectares[25].
- Mosaïque de forêt-savane guinéenne.

#### Réserves et parcs nationaux

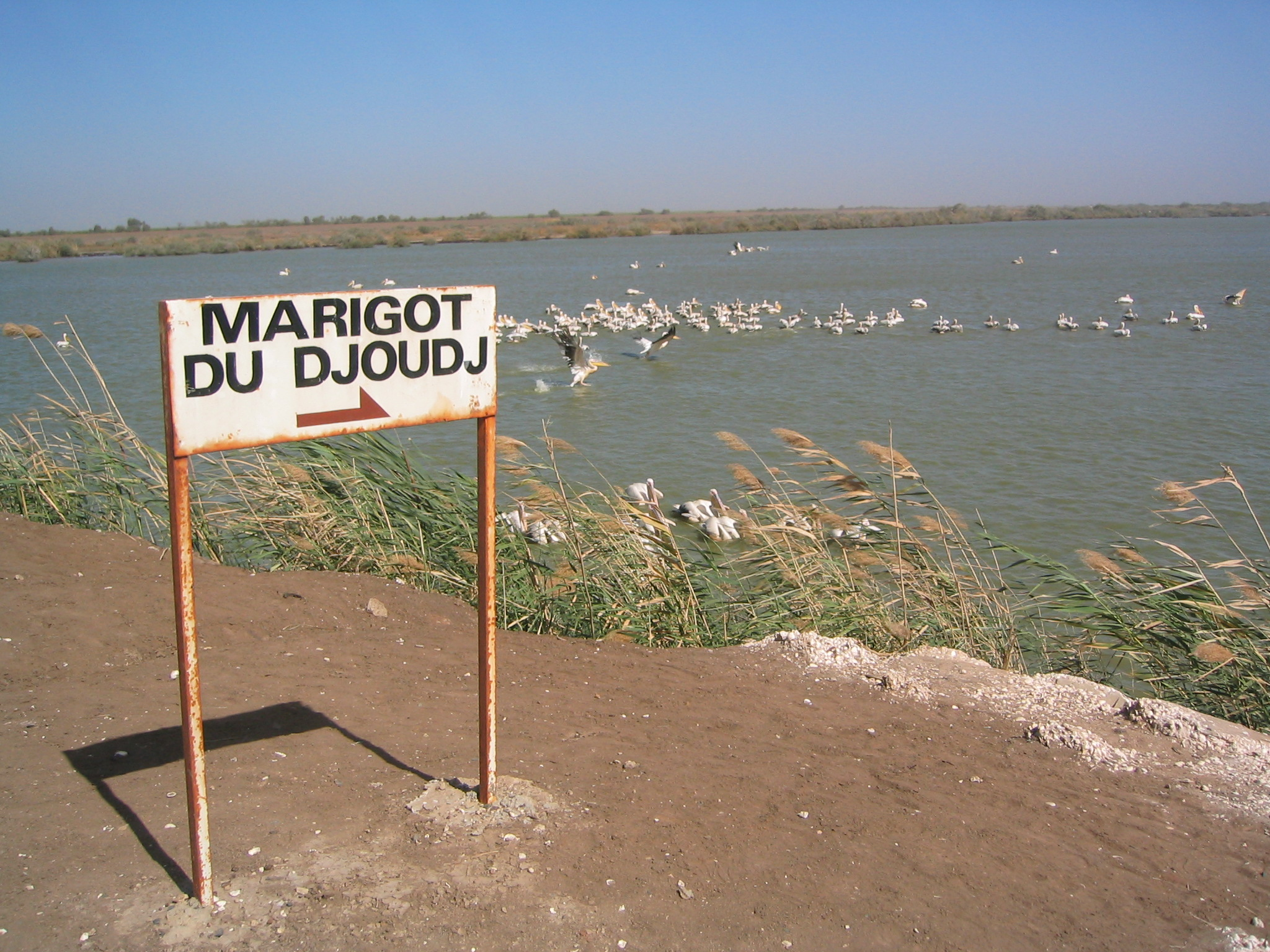
Pélicans au parc national des oiseaux du Djoudj.

Parcs et réserves naturels représentent 8 % du territoire national. Ils jouent un rôle majeur dans la préservation de l'environnement et contribuent de manière significative à l'essor touristique.
Dans ces aires protégées on dénombre au total 169 espèces de mammifères et 540 espèces d'oiseaux.
Le Sénégal compte six parcs nationaux : le parc national du Niokolo-Koba dans l'Est du pays ; le parc national des oiseaux du Djoudj ; le parc national de la Langue de Barbarie dans la région de Saint-Louis ; le parc national des îles de la Madeleine au large de Dakar ; le parc national du delta du Saloum dans le Sud, ainsi que le parc national de la Basse-Casamance, fermé depuis quelques années en raison des troubles dans la région.
Le pays compte également une trentaine de réserves naturelles de plus petite taille, telles que le parc forestier et zoologique de Hann à Dakar, la réserve de Guembeul, la réserve de Bandia, la réserve naturelle de Popenguine ou l'aire marine protégée de Bamboung.

### Axes de communication et transports

#### Réseau routier

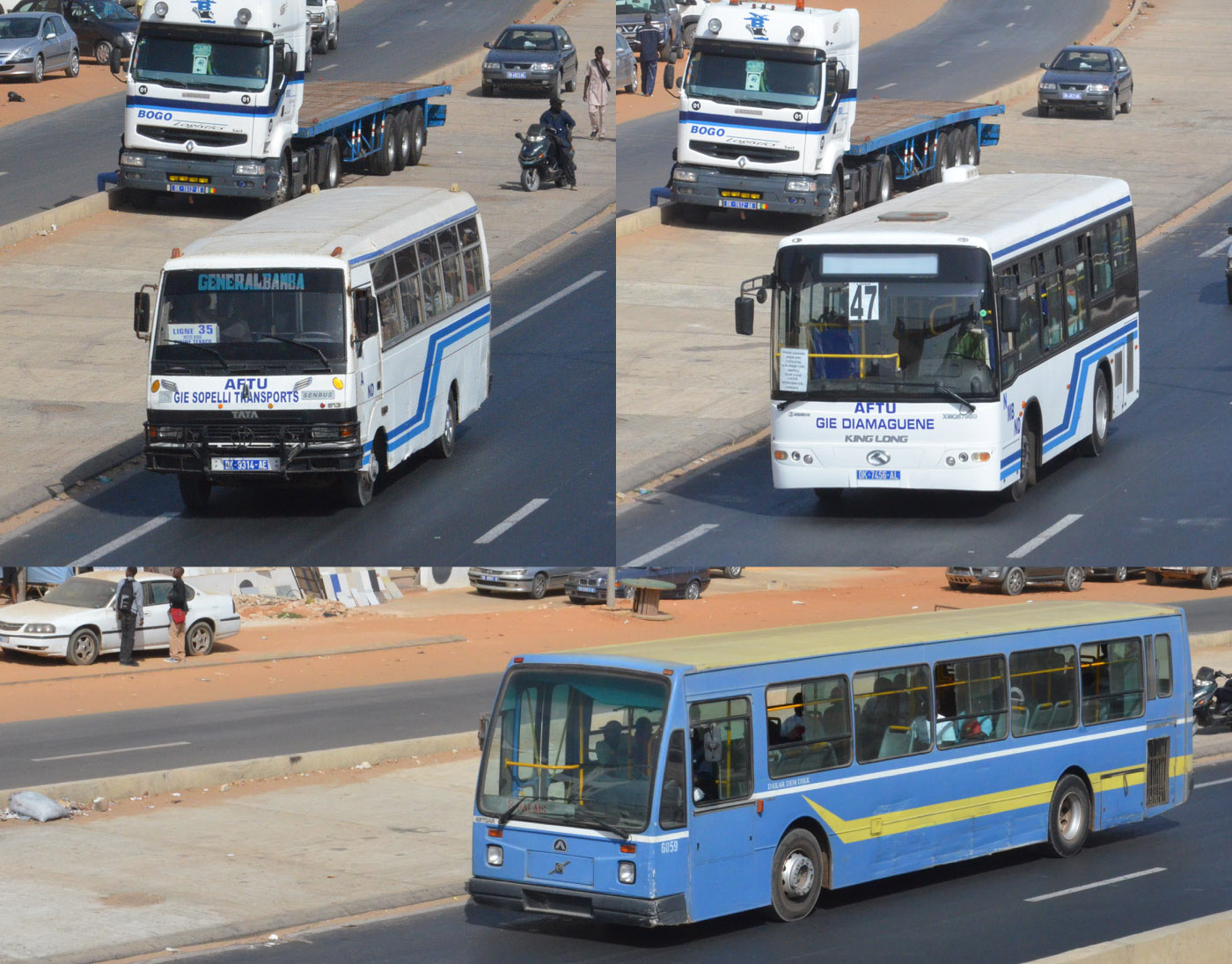
Bus Dakar.

Trois axes routiers transafricains passent par Sénégal:
- Transafricaine 1, Le Caire - Dakar
- Route trans-sahélienne, Dakar - N'Djamena
- Autoroute côtière trans-ouest-africaine, Dakar - Lagos

Les réseaux sont plus denses à l'Ouest du pays le long du littoral mais la circulation des marchandises et des personnes est particulièrement difficile vers Dakar et la presqu'île du Cap-Vert. Les infrastructures sont plus rares dans le Sénégal oriental et le désenclavement de ces régions constitue également un défi car les moyens de transport restent souvent traditionnels à l'intérieur du pays.
De gros efforts sont effectués au niveau des équipements. Ainsi, de nombreux projets sont en cours dont un tronçon autoroutier de M'Bour vers Kaolack qui est en chantier depuis novembre 2021 (ouverture prévisionnelle : 2024 / 2025). À terme, la constitution d'un réseau autoroutier de plusieurs centaines de kilomètres sera effective. Une section autoroutière partant du Nord du nouvel aéroport international de Dakar est ouverte à la circulation depuis le 18 décembre 2018 jusqu'à Touba dite ilaa Touba.
Par ailleurs, la construction d'une autoroute à péage entre Dakar et Diamniadio (35 km), terminée le 10 août 2013, permet aussi de relier Dakar à Rufisque en moins de vingt minutes. À moyen terme, elle permettra de créer de nouvelles zones d'habitations grâce à ses nombreuses bretelles de sortie, ceci afin de désengorger Dakar.
Dans la continuité, deux autres tronçons autoroutiers sont terminés de Diamniadio à l'aéroport international Blaise-Diagne (aéroport inauguré le 7 décembre 2017) et dudit aéroport à M'Bour vers le sud du pays. D'autres projets sont à l'étude ou en travaux dont l'aménagement de Saint-Louis afin d'en faire un port de cabotage et l'aménagement du port de Ziguinchor pour recevoir des conteneurs.
| Données                                    | Valeurs |
| ------------------------------------------ | --- |
| Aéroports (2017)                           | avec piste goudronnée : 10 avec piste en terre : 11 Total = 21 |
| Gares ferroviaires : Réseau ferré (2022) : | 20 (une en chantier ; projets de réhabilitations ou de constructions à venir) créations pour le futur d'un réseau TER de 870 km dont 56 électrifiés en 25KV dès 2024 / 2025 (TER de Dakar au nouvel Aéroport) |
| port avec terminal                         | Dakar 1 700 km |
| Routes (2022)                              | goudronnées : 6 000 km environ dont 220 d'autoroute (+ 130 km en chantier) non goudronnées : 10 000 km Total = 16 220 km environ                                                                              |
| Gazoduc (2006) :                           | 43 km |

#### Infrastructures
L'aéroport international Léopold-Sédar-Senghor était le principal point d'entrée aérien vers le Sénégal jusqu'à son remplacement le 8 décembre 2017 par l'aéroport Blaise Diagne. Le 25 mai 1971, l'avion supersonique Concorde fait un premier vol de démonstration Paris-Dakar en 2 h 52 (dont 2 h 7 en vol supersonique) et le 21 janvier 1976 ouvre pour la première fois sa ligne commerciale Paris-Dakar-Rio.
Le président Senghor assiste à son arrivée à l'aéroport de Dakar ainsi que les premiers passagers supersoniques de l'histoire de l'aviation. Le 1er avril 1982, c'est la fin de la liaison Paris-Rio.

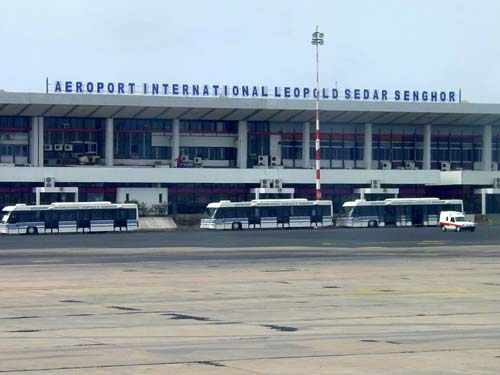
Aéroport Léopold-Sédar Senghor (Dakar).

Créée en 2000, la compagnie aérienne Air Sénégal International, filiale du groupe Royal Air Maroc, proposait depuis le 23 février 2001 des destinations vers l'Europe et l'Afrique. Membre de l'IATA depuis le 28 mai 2002, elle fut sacrée meilleure compagnie aérienne africaine en 2003. À la suite de difficultés financières et de différends entre ses principaux actionnaires, Royal Air Maroc et l'État sénégalais, elle a cependant arrêté tous ses vols le 24 avril 2009.
Une nouvelle compagnie baptisée Sénégal Airlines, dont l'État sénégalais est actionnaire minoritaire, a été créée en octobre 2009. Cette nouvelle compagnie dessert à partir de Dakar, et à compter du début 2010, une vingtaine de destinations africaines. Sénégal Airlines a annoncé en novembre 2009 à l'occasion du salon de Dubaï avoir commandé deux Airbus A330 et quatre Airbus A320. Mais en 2016, l'État retire la concession de commerce de la compagnie à cause du déficit budgétaire de l'entreprise.
En 2016, Air Sénégal est créée en remplacement.

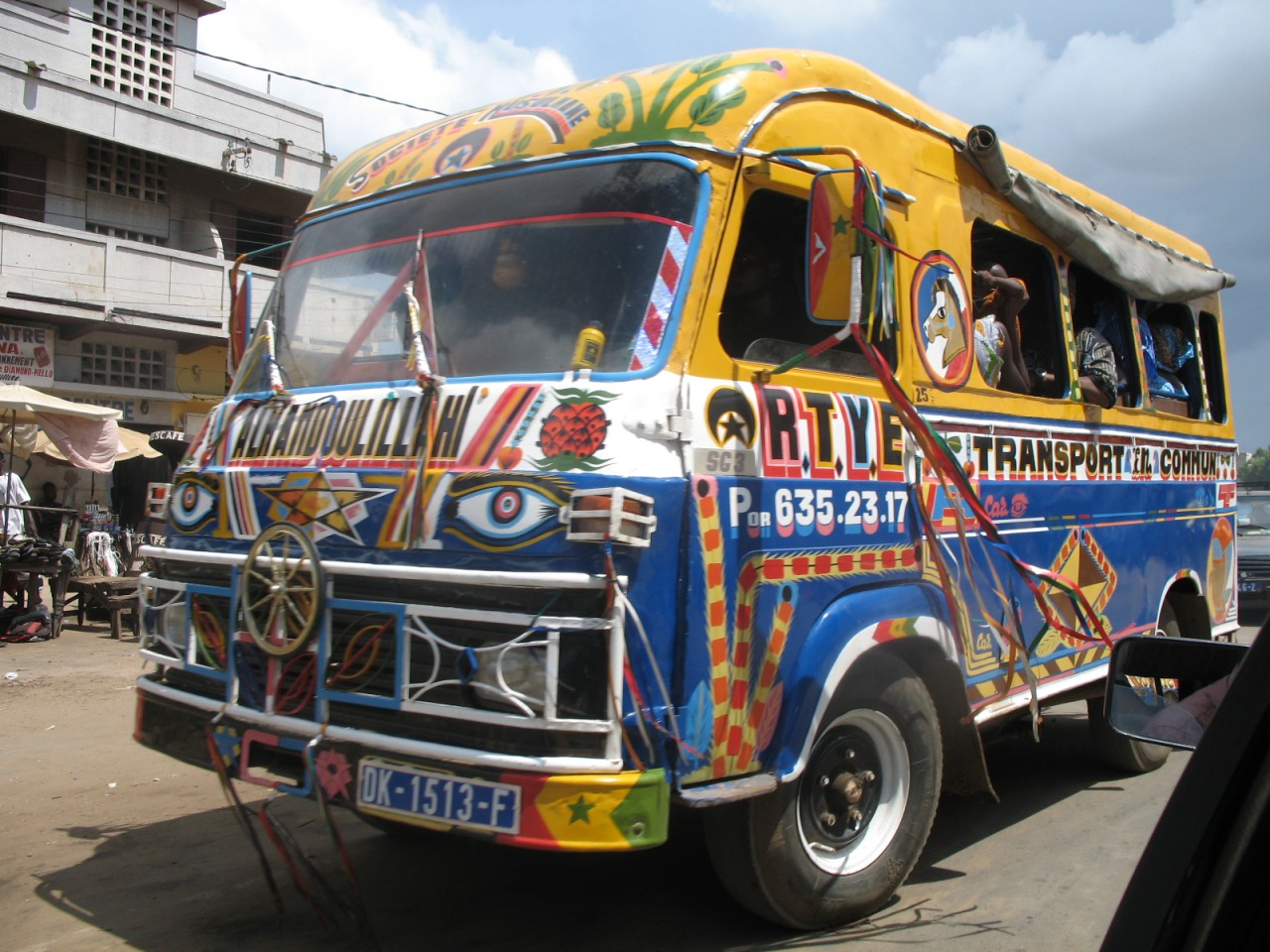
Transport en commun appelé « car rapide ».

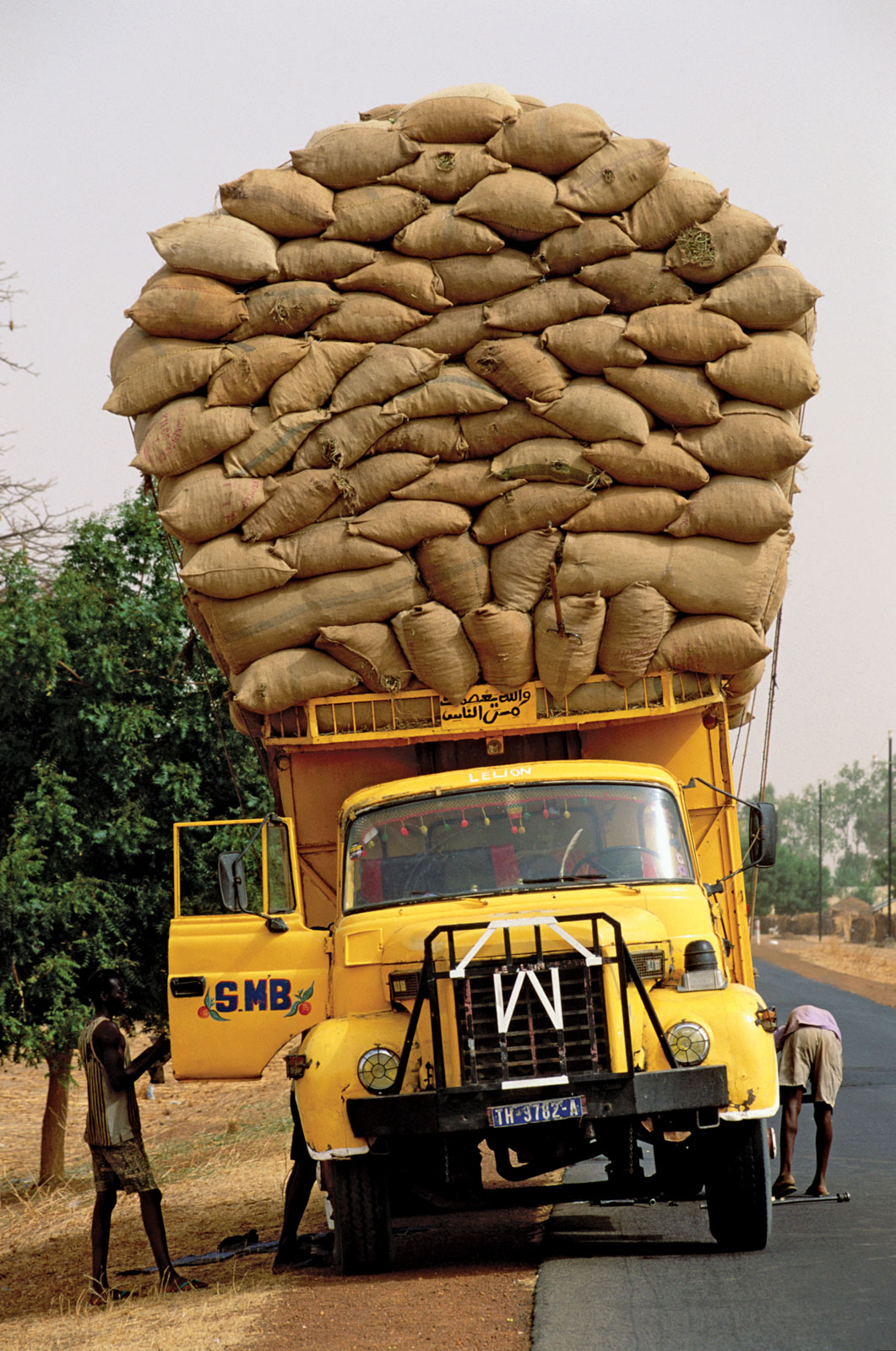
Transport de marchandises.

Le réseau routier est bon dans l'ouest, mais se dégrade en allant de plus en plus à l'intérieur du pays. Le réseau de transport est bien développé dans les grandes villes avec des taxis, des bus et/ou des « cars rapides » en plus ou moins bon état. Dans les banlieues et les villes secondaires ce sont des taxis collectifs, des « cars rapides » et des calèches qui servent de transport. À l'intérieur du pays, les taxis-brousse sont utilisés pour se déplacer entre petites villes et villages. Le transport interurbain est assuré par des berlines à sept places, des bus interurbains et des cars blancs appelés Ndiaga Ndiaye qui peuvent être pris en allant dans les gares routières.

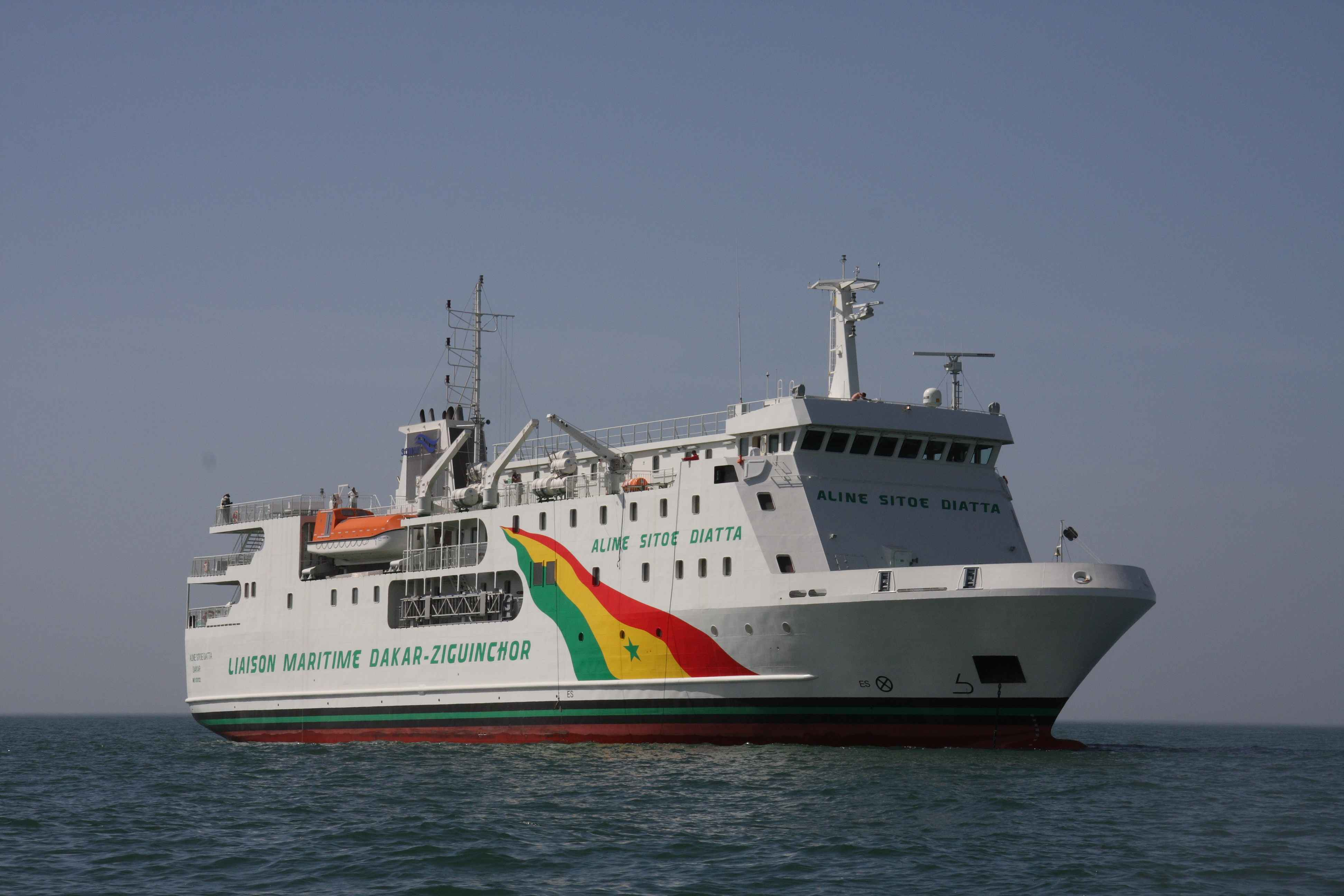
Le ferry Aline Sitoé Diatta qui assure la liaison Dakar-Ziguinchor.

La gare de Dakar (gare de train) est la plus ancienne du Sénégal. Elle est gérée par les Chemins de fer du Sénégal (CFS). Après une rénovation très importante, cette gare est utilisée pour la nouvelle ligne du TER de Dakar, similaire à un RER, inaugurée et mise en service le 27 décembre 2021. Ensuite, le service commercial voyageurs débuta dès le 28 décembre 2021 par une période de gratuité s'étalant jusqu'au 17 janvier 2022. Précisons que les 2 voies du TER sont aux normes internationales (électrification 25KV, écartement des rails 1 435 mm, rames TER de dernière génération). Le TER reliera d'ici 2024 / 2025 le nouvel aéroport international de Dakar, le terminus actuel (2022) s'effectuant à Diamniadio, une ville nouvelle et sa gare emblématique. La liaison avec Bamako (au Mali) n'est plus active actuellement[C'est-à-dire ?] mais une voie métrique réservée au transport de marchandises de la gare de Dakar en lien avec le port est rénovée et peut être étendue vers l'Est à l'avenir si nécessaire.
Le transport maritime est constitué de chaloupes pour rejoindre l'île de Gorée à partir de Dakar, de la liaison maritime Dakar-Ziguinchor assurée par le Consortium sénégalais d'activités maritimes, de bateaux pour des croisières sur le fleuve Sénégal (comme le Bou El Mogdad). Il est constitué aussi de gros bateaux de transport de marchandises qui bénéficient du Port autonome de Dakar, qui est l'un des trois ports en eau profonde d'Afrique de l'Ouest, et de son terminal pour les conteneurs.

### Divisions administratives

Carte des subdivisions administratives du Sénégal (régions et départements).

En 1960, le premier découpage administratif issu de l'indépendance avait créé une certaine disparité entre les sept régions d'origine – celle du Sénégal oriental étant alors onze fois plus étendue que celle du Cap-Vert. Ce déséquilibre a été corrigé par plusieurs réformes successives et notamment par un décret de 1996, dans le cadre de la politique de décentralisation qui a transféré aux collectivités locales certaines compétences d'abord détenues par le pouvoir central.
L'organisation territoriale mise en place en 1996 a subi plusieurs retouches dans l'intervalle, avec la création de la région de Matam en 2001, celle du département de Koungheul en 2006 ou encore, en 2008, l'élection des départements de Kaffrine, Kédougou et Sédhiou en régions à part entière, celle de 10 localités en départements, ainsi que la création de nouvelles communautés rurales et de nombreuses communes.
En 2009, le Sénégal comptait 14 régions, 46 départements, 46 communes d'arrondissement, 113 communes de ville et 370 communautés rurales. Dirigés par un chef, les villages restent les cellules de base de cette organisation. On en dénombrait 13 544 lors du recensement de 1988.

## Histoire
L'actuel territoire du Sénégal a vu se développer plusieurs royaumes dont le Djolof, vassaux des empires successifs du Ghana, du Mali et Songhaï. Après 1591, il subit le morcellement politique ouest-africain consécutif à la bataille de Tondibi. Au XVIIe siècle, plusieurs comptoirs appartenant à différents empires coloniaux européens s'établissent le long de la côte, ils servent de support au commerce triangulaire. La France prend peu à peu l'ascendant sur les autres puissances puis érige Saint-Louis, Gorée, Dakar et Rufisque en communes françaises régies selon le statut des Quatre communes. Avec la révolution industrielle, la France désirait construire un chemin de fer afin de les relier et entra en conflit avec le Damel du Cayor, Lat Dior. Ce conflit permit à la France de faire officiellement du Cayor un protectorat en 1886, un an après la fin de la conférence de Berlin. La colonisation de l'ensemble de l'Afrique de l'Ouest est alors amorcée et Saint-Louis, puis Dakar deviendront les deux capitales successives de l'Afrique-Occidentale française créée en 1895. Dakar devient ensuite la capitale de la République sénégalaise au moment de l'indépendance en 1960. Contrairement aux autres anciennes colonies de l'Afrique-Occidentale française (AOF), le Sénégal indépendant moderne est donc le résultat du regroupement d'un territoire peuplé d'anciens citoyens français (les Quatre communes) et d'un territoire peuplé d'anciens indigènes (le reste du pays).

### Préhistoire

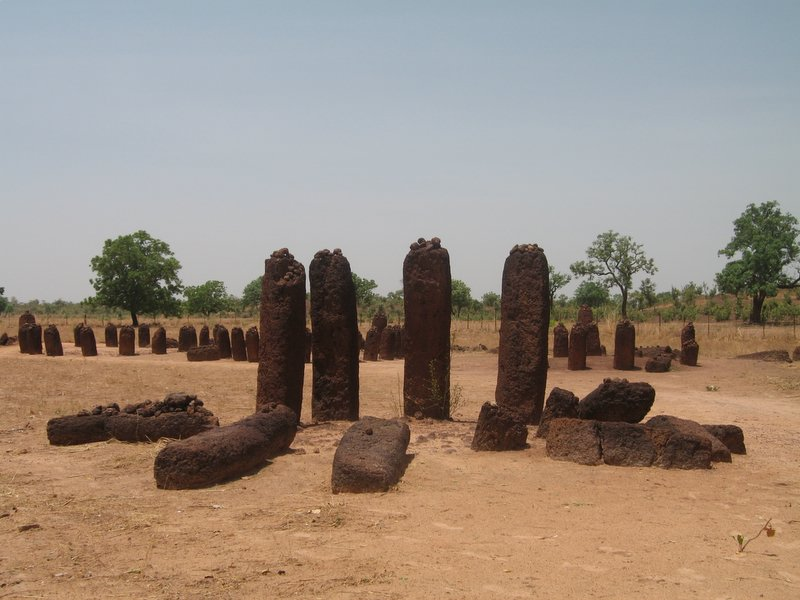
Mégalithes.

Le plus souvent la préhistoire et protohistoire du Sénégal évoquent avant tout les cercles mégalithiques de Sénégambie ou les amas coquilliers artificiels, tels ceux de l'île de Fadiouth.
Des bifaces en amande du paléolithique inférieur ont été découverts dans la presqu'île du Cap-Vert, ainsi que d'autres objets en pierre plus élaborés (hachereaux, racloirs) dans la région de Rufisque et au bord des rivières du Sénégal oriental.
Au Néolithique, l'outillage se diversifie et la céramique fait son apparition. Les fouilles menées dans les régions côtières ont mis au jour des restes de cuisine qui témoignent d'une importante population de pêcheurs et commerçants (marigot de Khant dans le delta, embouchure du Saloum).
La métallurgie se développe à l'époque protohistorique (Ier millénaire av. J.-C.), où l'on retrouve des tombeaux en forme de tumulus. Dans le centre du pays, débordant sur l'actuelle Gambie, on trouve un ensemble de cercles de mégalithes sur un secteur de 100 km sur 250 km. On retrouve ce type d'alignement dans le nord-est de la république centrafricaine.

### Premiers royaumes

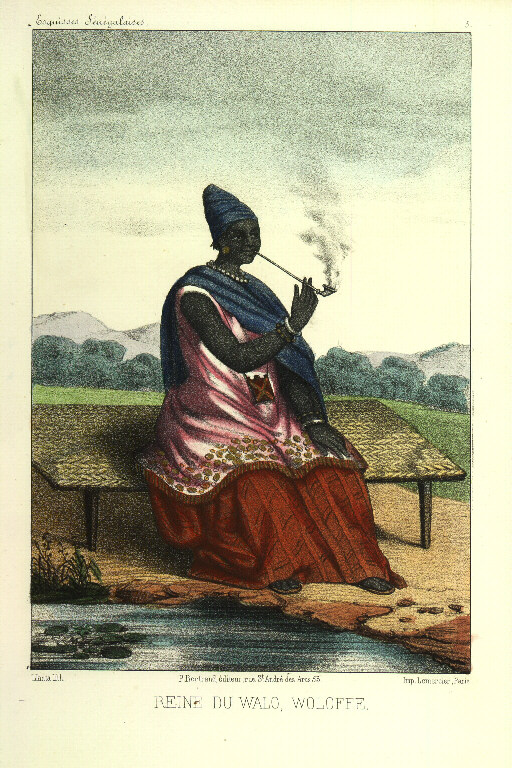
Ndaté Yalla, reine du Waalo.

Les peuplements se sont progressivement consolidés pour aboutir à la création des premiers royaumes qui se forment au VIIe siècle, les Toucouleurs fondent le Tekrour, le Royaume du Namandirou, puis le Djolof, avec de lointaines parentés avec l'empire du Ghana. Parmi les différents royaumes, le plus puissant au XIVe siècle était l'empire du Djolof qui regroupait le Cayor, le Baol, les royaumes sérères du Sine et du Saloum, le Waalo, le Fouta-Toro et le Bambouk. Au sud du pays, l'État du Kaabu, puis le Fouladou.
Le Djolof était un empire fondé par Ndiadiane Ndiaye, premier bourba (roi) djolof. Il avait été élu comme chef dans ce qui allait devenir le royaume du Oualo, au nord-ouest de l'actuel Sénégal, dans la région du fleuve. Il avait réuni toutes les populations d'ethnie wolof pour fonder cet empire au XIIIe siècle. L'empire s'effondra en 1549, avec la mort du dernier empereur du Djolof, Lélé Fouli Fak, tué par Amary Ngoné Sobel Fall, alors chef de la région du Cayor.
L'islam est introduit au Sénégal pour la première fois entre le VIIIe siècle et le IXe siècle par le biais des commerçants arabo-berbères. Ils diffusent pacifiquement cette religion et convertissent les Toucouleurs, lesquels la propageront partout au Sénégal. Plus tard, au XIe siècle, les Almoravides, aidés des Toucouleurs, tentent d'islamiser les groupes de religion traditionnelle par le Djihad. C'est l'une des raisons qui entraînent la migration des Sérères vers le Sine Saloum, des Wolofs, des Peuls et des Mandingues, qui étaient tous concentrés au Tekrour. Une légende populaire, chantée par les griots et illustrée par le poète-président Senghor, rattache d'ailleurs la filiation du premier Bourba Djolof Ndiadiane Ndiaye à la dynastie des Almoravides (fondatrice de Marrakech et responsable de l'attaque repoussée par le célèbre « Cid »). L'islam se propage très tôt dans l'empire du Djolof. Mais c'est au XIXe siècle qu'il gagne véritablement l'ensemble des populations, pacifiquement, grâce aux marabouts et leurs confréries tels qu'El Hadji Malick Sy pour la tijaniyya ou Ahmadou Bamba, fondateur de la confrérie mouride, qui émerveillent les populations par leur érudition et leurs miracles. C'est également un moyen pour les populations de s'unir et se protéger contre les ravages que connaissent les royaumes au XIXe siècle (djihads répétés, colonisation forcée).

### Premiers comptoirs, derniers royaumes et Quatre communes

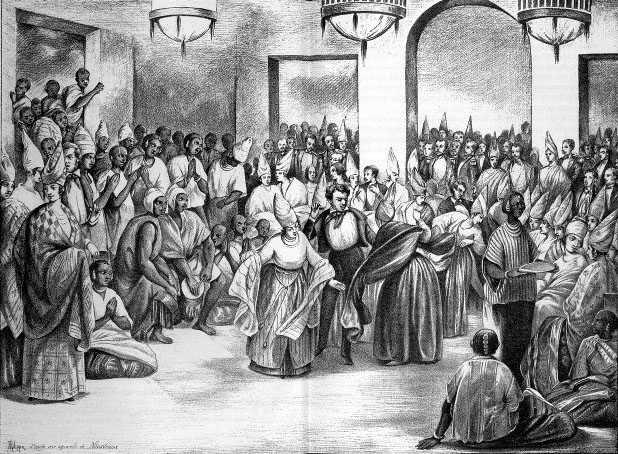
Bal de signares à Saint-Louis (gravure de 1890).

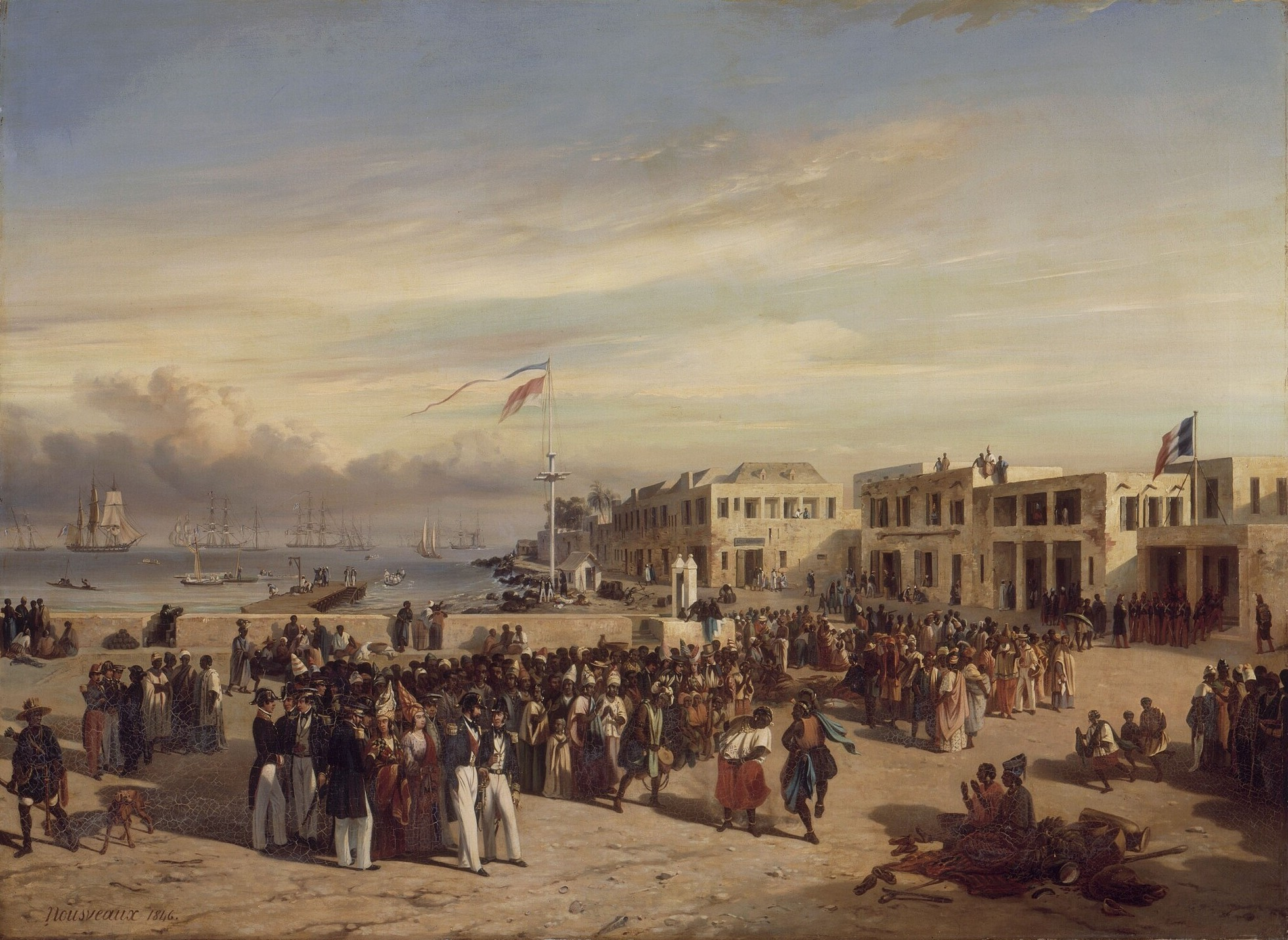
Gorée, décembre 1842.

Le navigateur Alvise Cadamosto explore ces terres pour le compte du Portugal entre 1442 et 1456. En 1444 Dinis Dias passe au large de l'embouchure du fleuve Sénégal pour atteindre le point le plus occidental du continent africain, qu'il nomme Cabo Verde, le Cap-Vert, en raison de la luxuriante végétation qu'il y observe. Il atteint également l'île de Gorée que ses habitants désignent sous le nom de Berzeguiche et qu'il baptise Ilha de Palma, l'île des Palmes. Les Portugais ne s'y installent pas de manière permanente, mais utilisent le site pour y faire escale et pratiquer le commerce dans la région, dont la traite des Noirs. Ils y construisent néanmoins une chapelle en 1481. Les Portugais doivent par la suite faire face à la concurrence des négociants et négriers britanniques, français et hollandais à travers le Commerce triangulaire.
Les Hollandais fondent un comptoir sur l'île de Gorée en 1588, la France établit en 1659 celui de Saint-Louis qui deviendra la première capitale du Sénégal. En 1677, les Français occupent à leur tour l'île de Gorée (un des principaux centres du commerce des esclaves au Sénégal avec Saint-Louis et le fort de l'île James en Gambie).
Les XVIIIe et XIXe siècles voient l'apogée des signares, de riches commerçantes métisses, centrées à Gorée et à Saint-Louis.
La traite des Noirs est interdite par la France au moment de la Révolution française, le 4 février 1794. Elle est suivie par le Royaume-Uni en 1802. La colonisation proprement dite se fait à la faveur de la mise en œuvre de cette interdiction par ces deux pays, en Gambie et au Sénégal respectivement.
La seconde République de 1848 crée un mandat de député pour Saint Louis. L'ordre colonial s'impose avec Louis Faidherbe, gouverneur du Sénégal (territoire des Quatre communes) de 1854 à 1861 et de 1863 à 1865, qui jette les bases de la future Afrique-Occidentale française (AOF). Il étend l'influence française très au-delà du Sénégal et crée le port de Dakar. La troisième République consacre le statut des quatre communes à Saint-Louis, Gorée, Dakar et Rufisque.
La religion catholique se diffuse avec les missionnaires européens à partir du XIXe siècle, en particulier au Sine Saloum et en Casamance.

### Conférence de Berlin et pénétration coloniale (1885-1895)

Premier drapeau du Sénégal

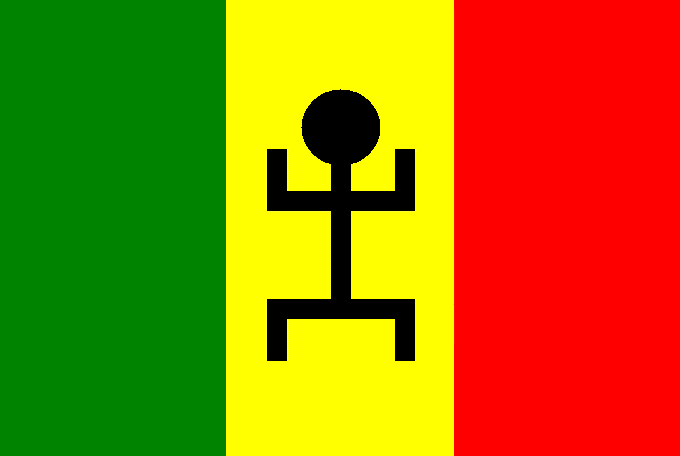
Drapeau de la Fédération du Mali. Masque Kanaga

La conférence de Berlin s'achève le 26 février 1885, les puissances européennes se partagent alors l'Afrique et annexent désormais les royaumes situés à l'intérieur des terres. Cette période est marquée par la chute des Royaumes indépendants, l'avancée des colons européens ainsi que par la résistance anticoloniale, illustrée par des personnages tels que Aline Sitoé Diatta, Sidya Ndaté Yalla Diop, Oumar Tall, Mamadou Lamine Dramé, Alboury Ndiaye, Alpha Molo, Maba Diakhou Bâ, Moussa Molo Balde, Djignabo Badji ou encore Lat Dior. La colonisation de l'ensemble de l'Afrique de l'Ouest s'achève quelques années plus tard et l'Afrique-Occidentale française (AOF) est créée en 1895.

### Afrique-Occidentale française (1895-1958)

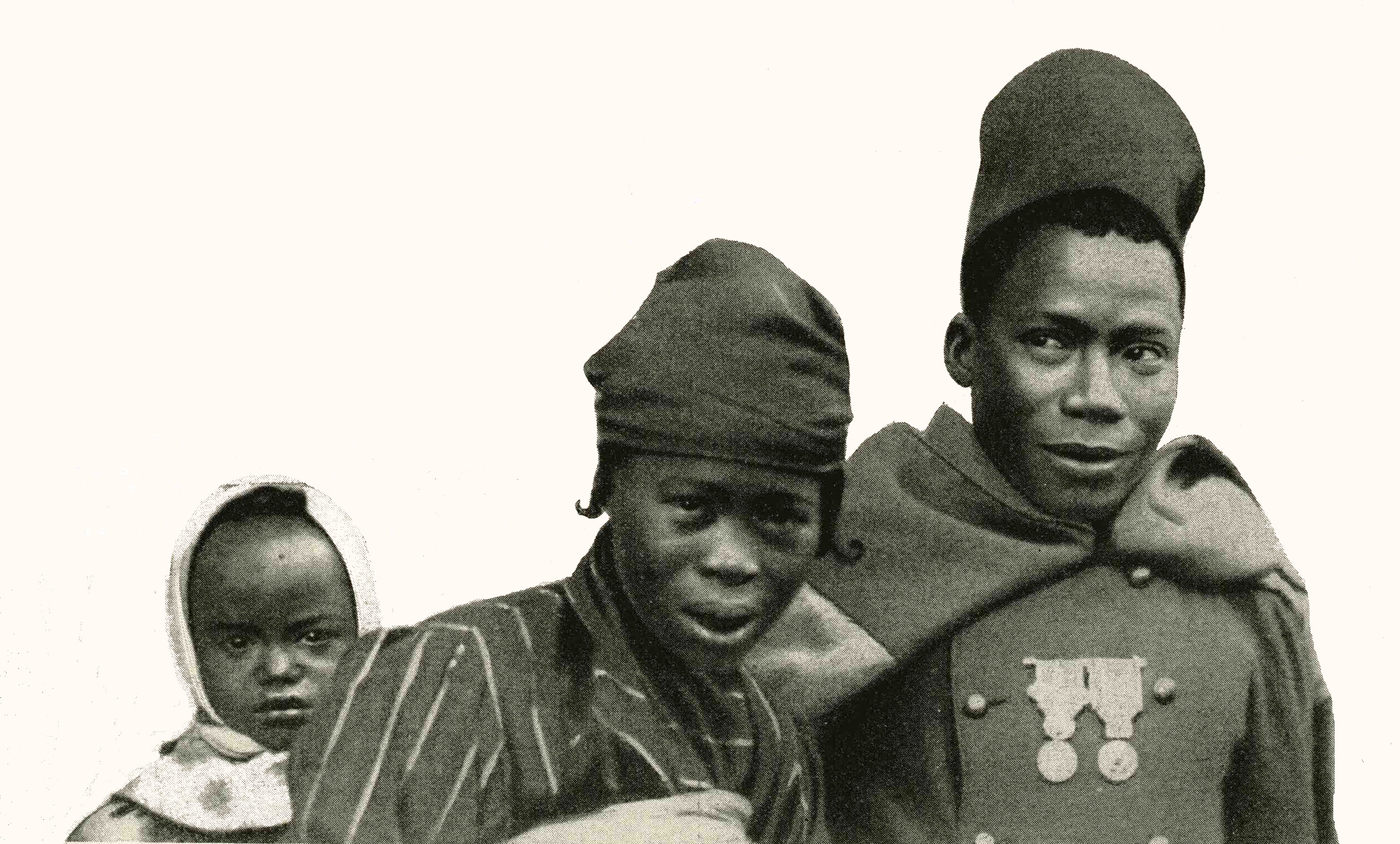
Un tirailleur et sa famille en transit à Marseille en 1913.

Deux statuts vont alors cohabiter au sein de la population, les habitants des quatre communes sont citoyens Français de plein droit tandis que les populations des territoires nouvellement colonisés seront soumis à l'indigénat. Sous l'influence du député noir Blaise Diagne, un statut particulier peut être choisi par les habitants des quatre communes à partir de 1916. Ces dernières envoient des conscrits pendant les deux conflits mondiaux. En 1919, certains troubles agitent Dakar. Le tirailleur Cheikou Cissé, né au Soudan français et blessé pendant la guerre, est condamné à la peine de déportation perpétuelle et envoyé au bagne de Nouvelle-Calédonie. Mort en 1933, il a fait l'objet d'une lutte de la part des milieux anticolonialistes français (dont le Secours rouge international et la SFIC communiste).
Après Saint-Louis, Dakar devient en 1902 la capitale de l'Afrique-Occidentale française. Dans les années 1950, à la fin du régime colonial, les experts s'opposent au modèle agricole Wolof et mouride, jugé trop destructeur pour les sols agricoles, et posent en modèle-type d'intensification agricole vertueuse, l'agriculture des Sérères.

### Fédération du Mali (1959-1960)
Le 4 avril 1959, la République soudanaise (actuel Mali) et Sénégal fusionnent pour former la fédération du Mali. Un an jour pour jour plus tard, le 4 avril 1960, est signé l’accord en vue de l’indépendance de la fédération qui devient effective le 20 juin 1960. Bien que cela soit de la fédération que le Sénégal obtient son indépendance deux mois plus tard, le 20 août, et que l’indépendance de la fédération par rapport à la France ait été réelle le 20 juin, ce n’est aucune de ces deux dates mais le 4 avril, jour de l’accord signé en 1960 en vue de l’indépendance de la fédération, qu’est commémorée chaque année l'indépendance sénégalaise.

### Indépendance et régime de Senghor (1960-1980)
Le 20 août 1960, le Sénégal se retire de la fédération du Mali et proclame son indépendance.
Alors que le président du Conseil, Mamadou Dia, incarne le sommet de l'État dans un système parlementaire bicéphale du type de la Quatrième République en France (la politique économique et intérieure pour le gouvernement et la politique extérieure pour la présidence), ses relations avec Senghor s'enveniment peu à peu. En 1962, il est arrêté et accusé de « tentative de coup d'État » avec quatre autres ministres, Valdiodio N'diaye, Ibrahima Sar, Joseph Mbaye et Alioune Tall. Alors que le procureur général ne requiert aucune peine, ils sont condamnés à 20 ans d'emprisonnement au centre spécial de détention de Kédougou.
Le procureur général de l'époque, Ousmane Camara, revient sur le déroulement du procès dans une autobiographie publiée en 2010 : « Je sais que cette haute cour de justice, par essence et par sa composition, (ndlr : on y retrouve des députés ayant voté la motion de censure), a déjà prononcé sa sentence, avant même l’ouverture du procès (...) La participation de magistrats que sont le Président (Ousmane Goundiam), le juge d’instruction (Abdoulaye Diop) et le procureur général ne sert qu’à couvrir du manteau de la légalité une exécution sommaire déjà programmée. ».
De nombreuses personnalités comme Jean-Paul Sartre, le pape Jean XXIII ou encore François Mitterrand demandent leur libération mais Senghor ne décide de les gracier et de les libérer qu'en mars 1974 ; ils sont amnistiés en avril 1976, un mois avant le rétablissement du multipartisme au Sénégal. Malgré l'annonce de la révision du procès de Mamadou Dia et de ses acolytes par Abdoulaye Wade au début de son premier mandat présidentiel, cet épisode dramatique de l'histoire du Sénégal reste un sujet délicat car de nombreux politologues et historiens considèrent cet événement comme la première véritable dérive politicienne de la part de Senghor,,,.
À la suite de cet événement, Léopold Sédar Senghor met en place le 7 mars 1963 un régime présidentiel fort. En 1966, l'UPS devient le seul parti autorisé. Il faut attendre une dizaine d'années avant le rétablissement du multipartisme au Sénégal en mai 1976. Un mouvement social se déclenche en mai 1968 en faveur de réformes politiques et économiques dans le pays.

### Sénégal contemporain (depuis 1981)
Le 1er janvier 1981, à la suite de la démission du président Léopold Sédar Senghor, Abdou Diouf devient le 2e président de la République du Sénégal.
En effet, la Constitution sénégalaise prévoyait que le Premier ministre termine le mandat présidentiel jusqu'à la prochaine élection en cas de vacance du pouvoir. Abdou Diouf poursuit la démocratisation déjà engagée par son prédécesseur, en élargissant le multipartisme, jusque-là limité à quatre formations politiques, mettant ainsi fin au numerus clausus.
Le Sénégal et la Gambie s'unissent en 1982 pour former la Confédération de Sénégambie, mais celle-ci ne fut que théorique et n'a jamais été mise en application. Elle est finalement dissoute en 1989.

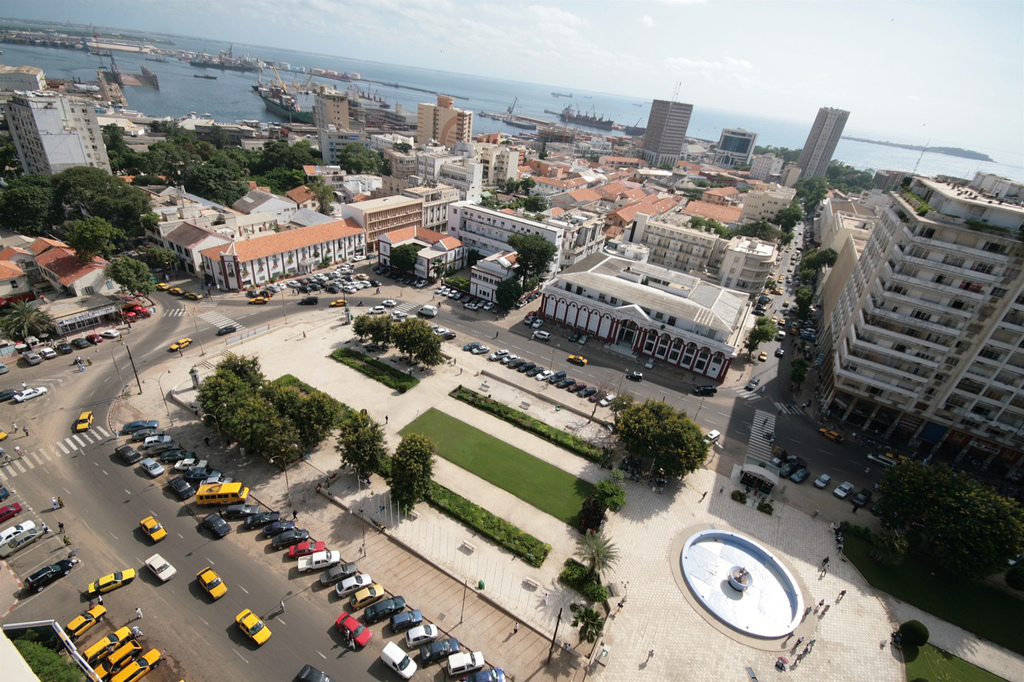
Place de l'indépendance à Dakar.

Des affrontements ont lieu depuis 1982 de manière intermittente entre les séparatistes installés dans le Sud de la Casamance et les forces gouvernementales. Après plusieurs tentatives infructueuses, un nouvel accord a été signé à Ziguinchor le 30 décembre 2004 entre le ministre de l'Intérieur Ousmane Ngom et l'abbé Augustin Diamacoune Senghor, chef de la rébellion du Mouvement des forces démocratiques de Casamance (MFDC).
Un autre foyer de conflit entre des Casamançais et la Guinée-Bissau s'est développé en avril 2007.
En 1989, la Mauritanie et le Sénégal ont rejeté violemment et respectivement les communautés du pays voisin alors que la plupart étaient nés depuis longtemps dans leur nouveau pays d'adoption et s'étaient bien implantées dans le tissu social et économique. Selon le HCR, des réfugiés mauritaniens sont établis au Sénégal avant d'être peu à peu rapatriés.
Macky Sall succède à Abdoulaye Wade en 2012, et est réélu pour un deuxième mandat présidentiel en 2019. Malgré un contexte de coup d'états militaires dans la région, d'une tentative autoritaire par le président Sall durant la crise politique de sa fin de mandat, une transition démocratique et pacifique peut avoir lieu avec l'élection de Bassirou Diomaye Faye en 2024.

## Politique

### Le président-poète

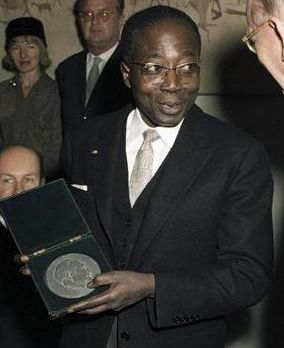
Léopold Sédar Senghor, président de 1960 à 1980.

Le Sénégal est l'un des pays les plus stables d'Afrique car il n'y a jamais eu de coup d'État, et le « modèle sénégalais » était souvent mis en avant dans le passé, même si Amnesty International dénonce encore quelques arrestations à caractère politique,.
Le Sénégal est une république démocratique (présence de plusieurs partis politiques). Le régime est semi-présidentiel car à l'indépendance, le Sénégal a adapté le modèle politique français de 1958 comme d'autres pays africains qui étaient membres de l'AOF. La constitution du Sénégal date de 1959, elle a été révisée dès 1960 par Léopold Sédar Senghor à la suite d'un référendum. Plusieurs révisions vont se succéder notamment celle de 1963 qui instaure le régime présidentiel (à cette époque : suppression du Premier ministre) puis celle de 2001 qui ramène le mandat présidentiel de sept ans à cinq ans (le Sénat sera supprimé puis rétabli en 2007).

### Les acteurs de la première alternance du Sénégal

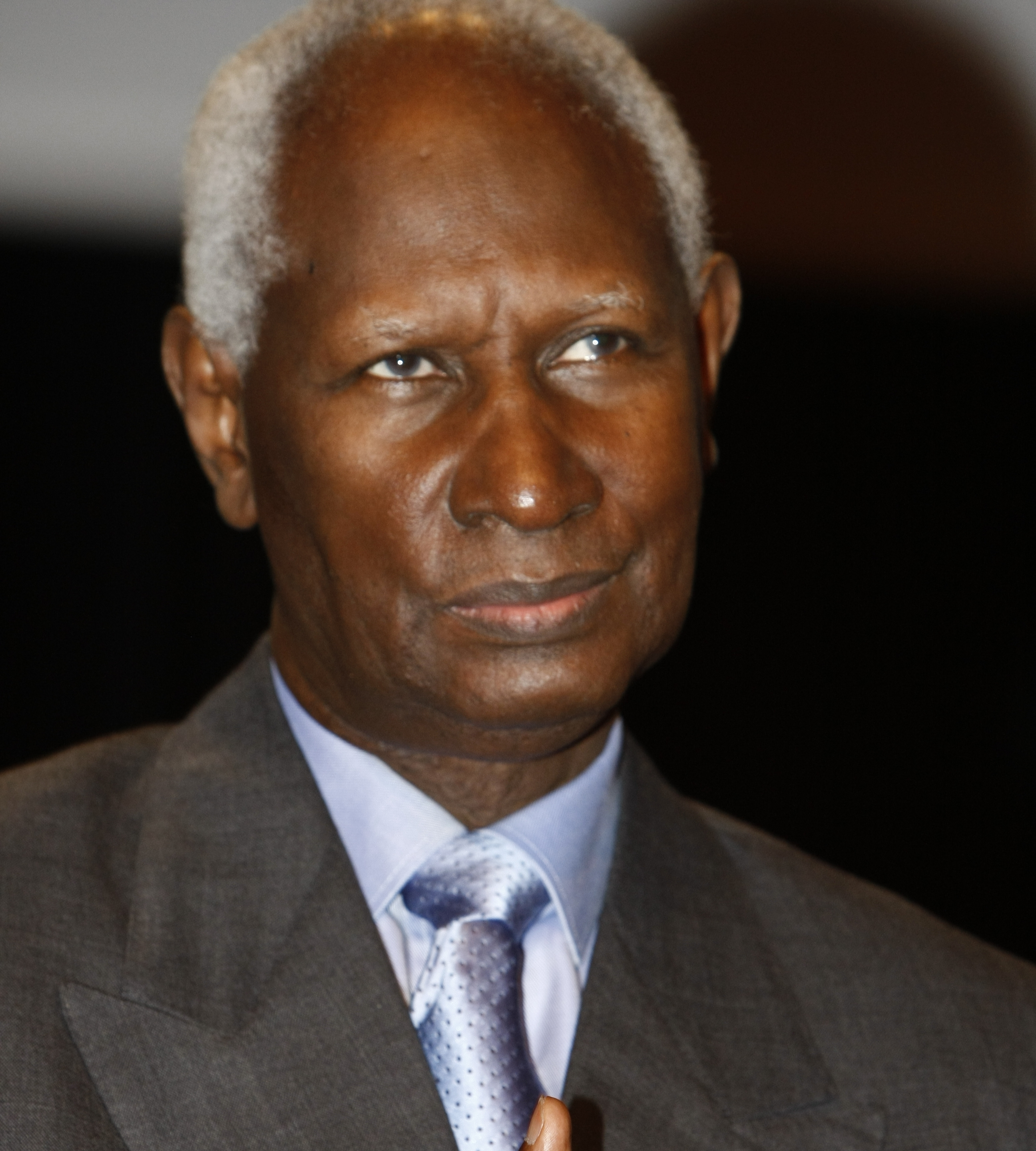
Abdou Diouf, président de 1981 à 2000.

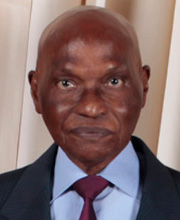
Abdoulaye Wade, président de 2000 à 2012.

Le président de la République est le chef de l'État, élu au suffrage universel direct pour une durée de cinq ans renouvelable une fois. Il nomme le Premier ministre qui choisit à son tour les ministres de son cabinet et propose leur nomination au président de la République.
Le premier président est Léopold Sédar Senghor, leader charismatique et poète de renom. En 1981 son Premier ministre Abdou Diouf prend sa succession, mais en 2000 le Parti démocratique sénégalais l'emporte avec Abdoulaye Wade, réélu en 2007. L'élection présidentielle de 2012 voit la victoire de Macky Sall face à Abdoulaye Wade.
L'actuel Parlement du Sénégal est doté d'une seule chambre : l'Assemblée nationale.

### L'actuel président de la République

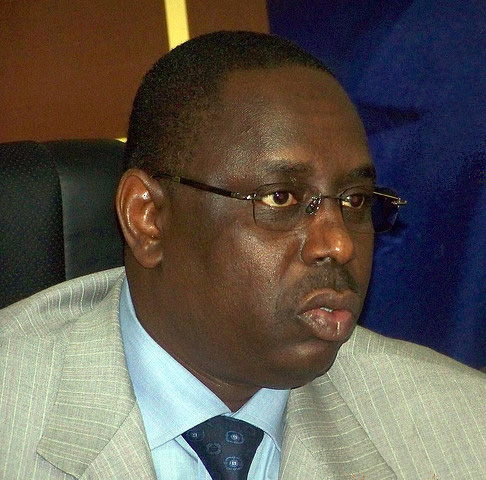
Macky Sall, président de 2012 à 2024.

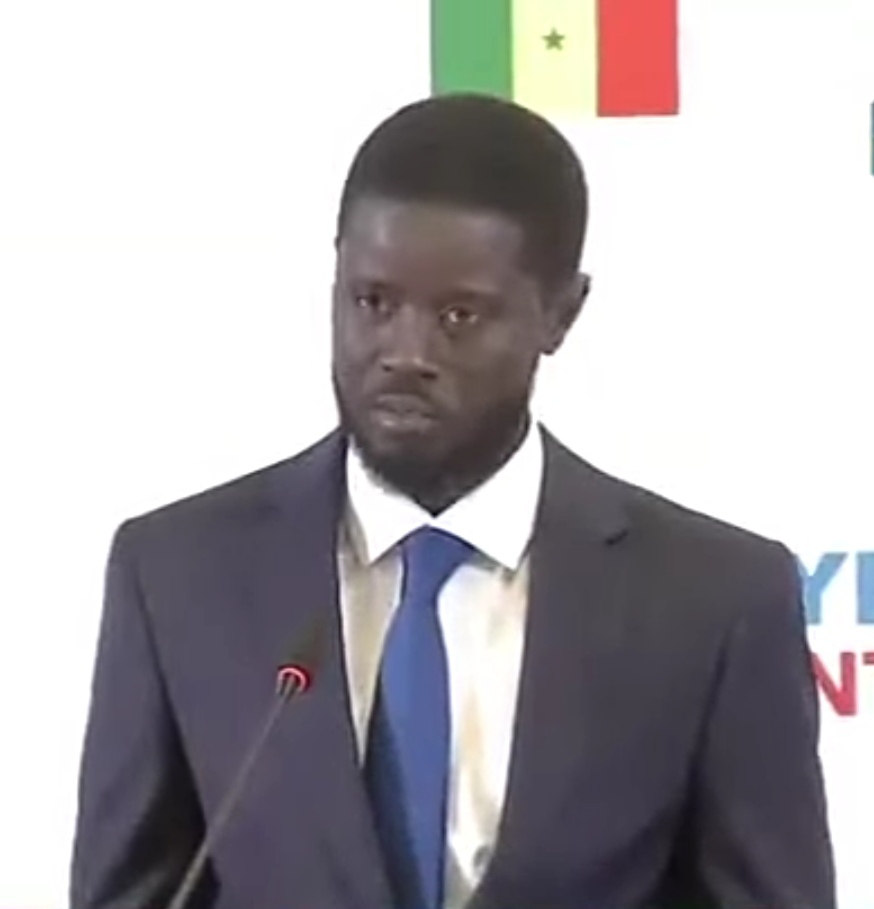
Bassirou Diomaye Faye, président depuis le 2 avril 2024.

Instituée le 20 août 1960, l'Assemblée nationale accueille 150 députés, élus au suffrage universel direct pour une durée de cinq ans. Le scrutin est majoritaire à un tour au niveau des départements à concurrence de 90 députés et proportionnel sur une liste nationale à concurrence de 60 députés. L'Assemblée est aujourd'hui présidée par Moustapha Niasse, installé le 31 juillet 2012 à la suite des législatives du 1er, marquées par une très large victoire de la coalition présidentielle Bennoo Bokk Yakar. Les élections législatives sénégalaises de 2007 se sont soldées par une très large victoire de la coalition présidentielle, alors le PDS, mais près des deux tiers des électeurs ne s'étaient pas rendus aux urnes, notamment en raison d'un mot d'ordre de boycott de la part des partis d'opposition.
Le Sénat, supprimé en 2001 à la suite d'un référendum constitutionnel, a été rétabli en mai 2007 puis supprimé à nouveau en 2012 après l'élection présidentielle. Les sénateurs étaient au nombre de 100, 35 étaient élus au suffrage indirect dans les départements et les 65 autres étaient désignés par le chef de l'État. Le Sénat a eu comme dernier président Pape Diop, ancien maire de la ville de Dakar.

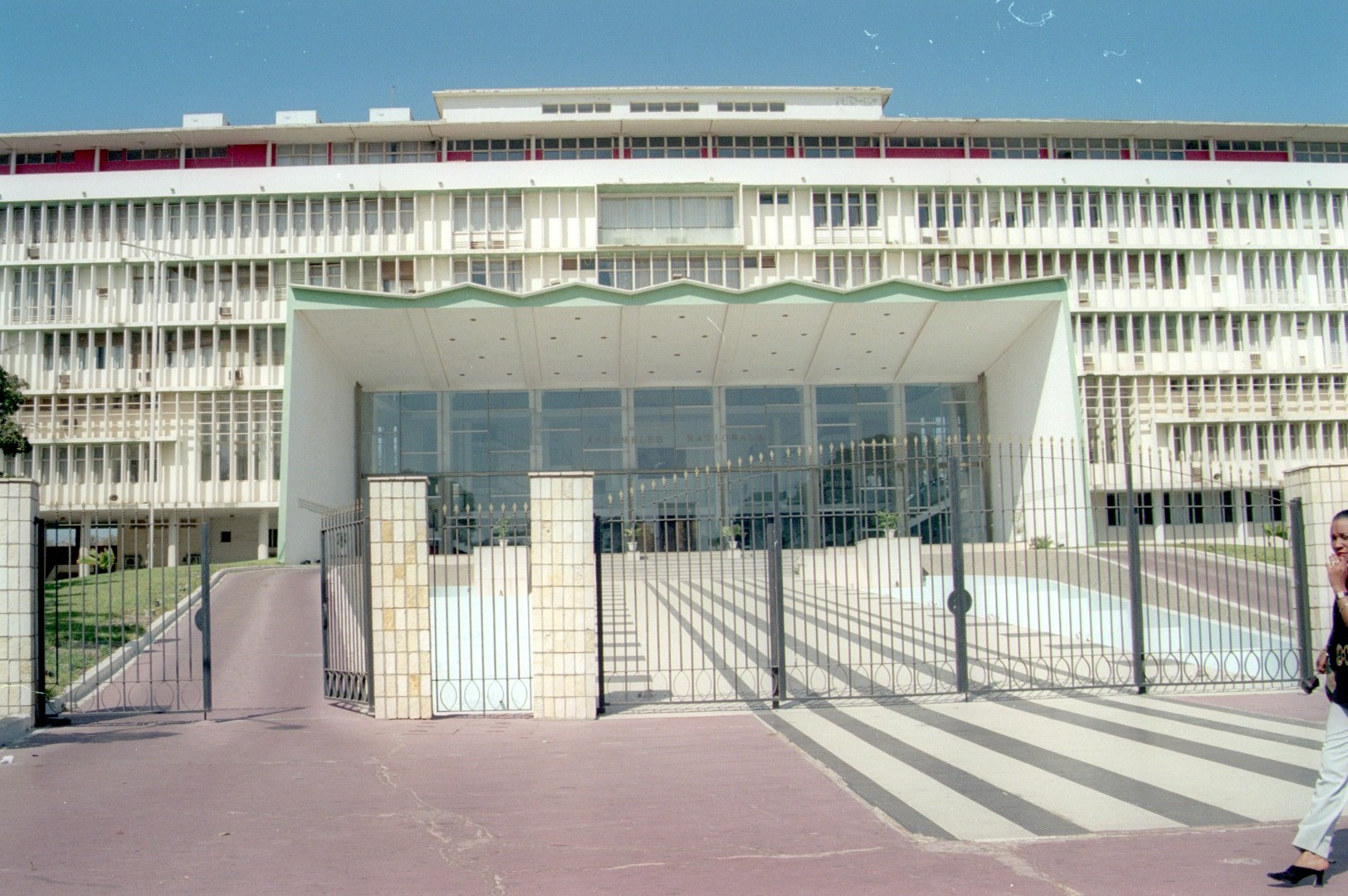
L'Assemblée nationale.

La loi sur la décentralisation, mise en application en janvier 1997, accorde des pouvoirs significatifs aux assemblées régionales.
Supprimée en 1992, la Cour suprême du Sénégal avait été remplacée par trois organes spécialisés, la Cour de cassation, le Conseil d'État et le Conseil constitutionnel, assez semblables à leurs homologues français.
En août 2008 une loi organique recrée une Cour suprême par la fusion entre la Cour de cassation et le Conseil d'État.
Le Conseil Constitutionnel comprend cinq membres qui sont nommés par décret pour six ans non renouvelables, dont un président et un vice-président. Il est partiellement renouvelé tous les deux ans, à raison de deux membres au maximum. Son rôle est de contrôler les élections législatives et de vérifier la constitutionnalité des lois et les engagements internationaux.
Le Sénégal a aboli la peine de mort le 10 décembre 2004. L'homosexualité est illégale au Sénégal et les rapports homosexuels sont passibles de peines de prison. Selon une enquête de 2013 du Pew Research Center, 96 % des Sénégalais pensent que l'homosexualité ne devrait pas être acceptée par la société. Les membres de la communauté LGBTQ au Sénégal rapportent un fort sentiment d'insécurité.
Le 3 février 2024, quelques heures avant l'ouverture de la campagne électorale, le président Macky Sall soutenu par sa majorité à l'Assemblée, signe un décret ajournant l'élection présidentielle en décembre, avant d'être débouté, le 15 février 2024, par le conseil constitutionnel sur fond de protestation. La présidentielle s'est finalement tenue le 24 mars 2024 et Bassirou Diomaye Faye, le poulain de l'opposant Ousmane Sonko, déclaré inéligible, est élu président avec 54,28 % des suffrages, devançant le candidat du pouvoir, Amadou Ba arrivé deuxième.

### Politique environnementale
Depuis 2020, le gouvernement sénégalais interdit les importations de déchets plastiques sur son territoire

## Population et société

### Démographie
La population du Sénégal – qui comptait environ 1 million d'habitants en 1900 et 2,8 millions au moment de l'indépendance en 1960 – s'élevait à 13 508 715 personnes selon le recensement réalisé en 2013.
Des projections démographiques établissent la population du Sénégal à 16 209 125 personnes, parmi lesquelles 8 140 343 femmes et 8 068 782 hommes.
La population croît rapidement, avec un taux de fécondité supérieur à quatre enfants par femme.

### Les groupes ethniques
On observe une grande diversité ethnique : Wolofs (38,8 %), Peuls (24,3 %), Sérères (10 %), Toucouleurs (9,2 %), Malinkés (7,2 %), Diolas (2,7 %), Soninkés (2 %), Manjaques (1 %), Maures (1%) et quelques autres ethnies moins nombreuses et plus localisées, sans compter les Libanais, les Mauritaniens, les Marocains, les Européens et les Chinois, assez présents en milieu urbain,. Fin 2007, 16 966 Français étaient inscrits dans les registres consulaires (y compris les binationaux)[source détournée].
Également, situées principalement en milieu urbain, se trouvent de petites communautés vietnamiennes ainsi qu'un nombre croissant de commerçants immigrés chinois.
Depuis longtemps, la population est concentrée sur la façade atlantique, mais l'exode rural a accru l'inégalité de cette répartition. Désormais, un Sénégalais sur quatre vit dans la presqu'île du Cap-Vert et la capitale Dakar est au bord de l'asphyxie.
Outre la région de Dakar, les régions les plus urbanisées sont Ziguinchor, Thiès et Saint-Louis. Les moins urbanisées sont celles de Kolda, Matam et Fatick. C'est dans la région de Tambacounda que l'on trouve la plus faible densité (11 habitants au km2).
Selon les estimations pour 2017, les centres urbains régionaux de plus de 100 000 habitants sont Touba (529 176) – qui a connu une croissance spectaculaire –, Thiès (2 049 764), Kaolack (1 120 404), M'bour (181 825), Saint-Louis (1 036 009), Ziguinchor (158 370) et Diourbel (1 746 496)

### Émigration et immigration
Si le Sénégal accueille aussi des migrants, nombreux, saisonniers ou non, des pays limitrophes ou lointains, une forte communauté sénégalaise vit à l'extérieur du pays.
En 2018, plus de 530 000 Sénégalais vivaient à l'extérieur du pays. Cette diaspora représente une ressource essentielle pour le pays, à la fois économique et identitaire. Au début des années 2000, les transferts financiers représentaient entre 5 et 10 % du PIB, soit entre 300 et 500 millions d'euros annuels. En 2017, ces Sénégalais de l'étranger injectaient annuellement dans le pays plus de 2 050 millions d'euros (1 169 milliards de FCFA soit 12,5 % du PIB sénégalais), d'après des chiffres extraits du document de Politique nationale de migration du Sénégal (PMNS).
Les technologies de l'information et de la communication (NTIC) favorisent le maintien des liens familiaux et des réseaux traditionnels.
Ce sont principalement des hommes jeunes qui s'installent en Europe, surtout en France, ou en Amérique du Nord, notamment au Québec, avec un projet de retour vers le pays au bout de quelques années.
En 2017, 75 % des jeunes sénégalais (originaires principalement du Sud, du Sud-Est et du Nord du pays) souhaitaient quitter le pays. L'accroissement de l'immigration clandestine dans les pires conditions, notamment vers les îles Canaries, est une préoccupation majeure pour le Sénégal et les pays d'accueil. Les plus désespérés veulent ignorer les risques, sensibles à la réussite de quelques-uns, et notamment de personnalités de la diaspora — nées au Sénégal ou de parents sénégalais — particulièrement dans les milieux artistiques ou sportifs.
D'abord pays d'émigration rurale soninké et Peuls de la vallée du fleuve Sénégal à destination de la France à partir de l'époque coloniale, puis des pays de la sous-région, le Sénégal a connu une émigration plus diverse, originaire à la fois du centre-ouest du pays et des grandes villes, lesquelles ont fait figure de lieux de passage et de transit vers l'international à partir des indépendances.
L'instabilité politique et économique des pays voisins et la fermeture des frontières européennes ont eu pour effet de modifier le système de migration tournante (ou noria) en une installation plus durable. Le contrôle de plus en plus strict des frontières françaises, à l'origine destination privilégiée, a conduit les flux migratoires à se redéployer vers de nouvelles destinations : en priorité l'Italie, l'Espagne mais aussi les États-Unis, le Canada, et plus récemment la Chine.
Le 15 avril 2010, Human Rights Watch a publié un rapport exhortant les autorités sénégalaises à réglementer toutes les écoles coraniques fréquentées par des dizaines de milliers d'enfants. Ces enfants talibés, estimés à 50 000 garçons, subissent parfois des abus qui les incitent à l'exil.
En août 2025, le Sénégal annonce des changements majeurs dans sa politique migratoire, notamment l’introduction d’un système de visa électronique. Désormais, les ressortissants de pays non africains souhaitant se rendre au Sénégal devront effectuer un paiement préalable pour obtenir leur visa électronique.
Cette initiative s’inscrit dans une logique de réciprocité : les citoyens des pays qui imposent des visas aux ressortissants sénégalais seront désormais soumis aux mêmes exigences pour entrer au Sénégal. Les détails concernant cette mesure, tels que les coûts et les délais de traitement, restent à finaliser.

### Principales villes
Cinq villes de grande taille (Dakar, Pikine, Guédiawaye, Rufisque et Thiès) ont le statut de ville et sont divisées en communes d'arrondissement.
Dakar, la capitale, est la plus grande ville du Sénégal, avec une agglomération de plus de trois millions d'habitants. La deuxième ville la plus peuplée est Touba, une communauté rurale avec plus d'un demi-million de personnes.

### Sports

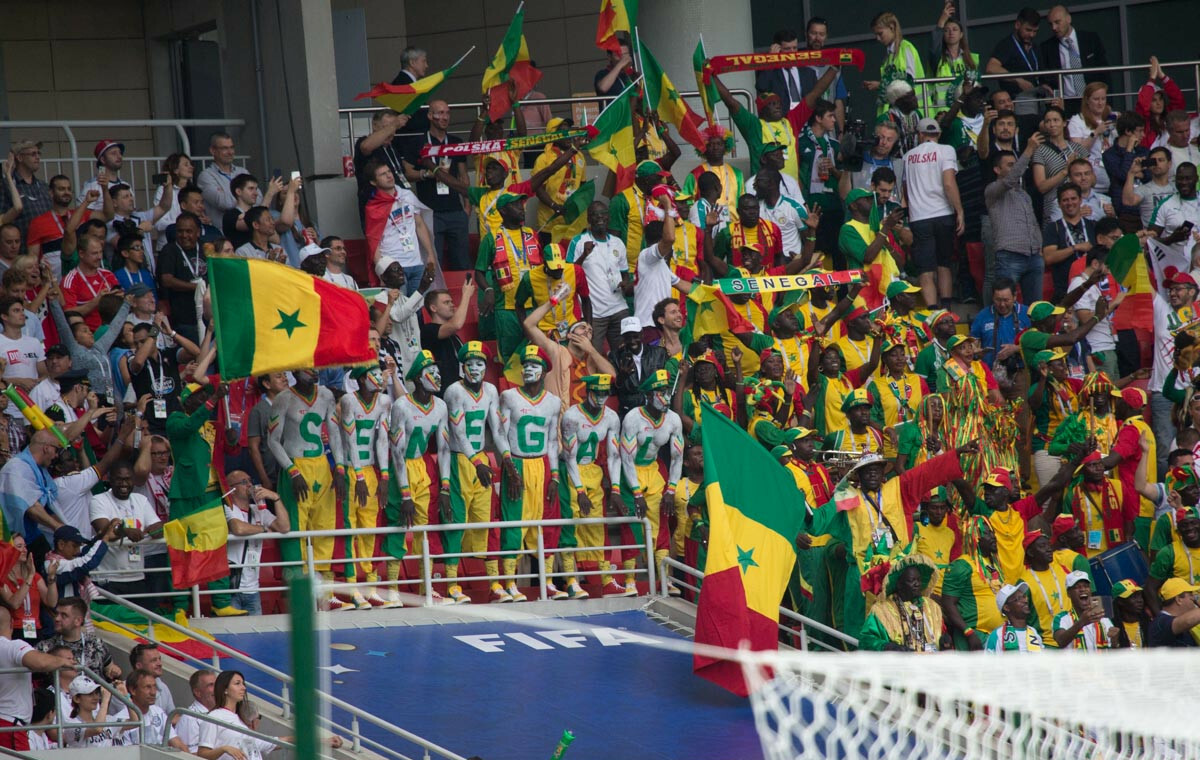
Supporters de l'équipe du Sénégal lors de la Coupe du monde de football 2018 en Russie.

Le football est un sport très apprécié des Sénégalais. L'équipe du Sénégal de football, dont les joueurs sont surnommés « les Lions de la Téranga », est affiliée à la Fédération sénégalaise de football et à la FIFA depuis 1962. Elle se qualifie en 2002 pour la phase finale de la coupe du monde de la FIFA, organisée en Corée et au Japon. L'équipe du Sénégal bat la France (championne du Monde et d'Europe en titre) en match d'ouverture de la coupe du monde et se qualifie pour la première fois de son histoire en quart de finale de la coupe du monde en battant la Suède 2 buts à 1 et devient par la suite la deuxième équipe d'Afrique à atteindre les quarts de finale après le Cameroun en 1990. Elle participe aussi à la Coupe du monde 2018, mais ne passe par le premier tour. Au niveau continental, elle remporte la Coupe d'Afrique des nations en 2022 en battant l'Égypte en finale, après avoir atteint la finale en 2002 au Mali face au Cameroun et en 2019 en Égypte face à l'Algérie. Parmi les grands footballeurs sénégalais, on peut citer Sadio Mané, El-Hadji Diouf, Édouard Mendy, Henri Camara, Kalidou Koulibaly, Khalilou Fadiga, Idrissa Gueye, Habib Beye, Tony Sylva, Mamadou Niang, Omar Daf, Ferdinand Coly ou, dans le passé, Jules Bocandé, mais aussi le manager Pape Diouf, ex-président de l'OM. Le Sénégal est champion d'Afrique (2022) pour la première fois de son histoire au terme d'une finale qui a tenu toutes ses promesses. Les Lions de la Teranga ont gagné face aux Pharaons dans le tout nouveau Stade Abdoulaye-Wade, se qualifiant ainsi pour le Mondial au Qatar.

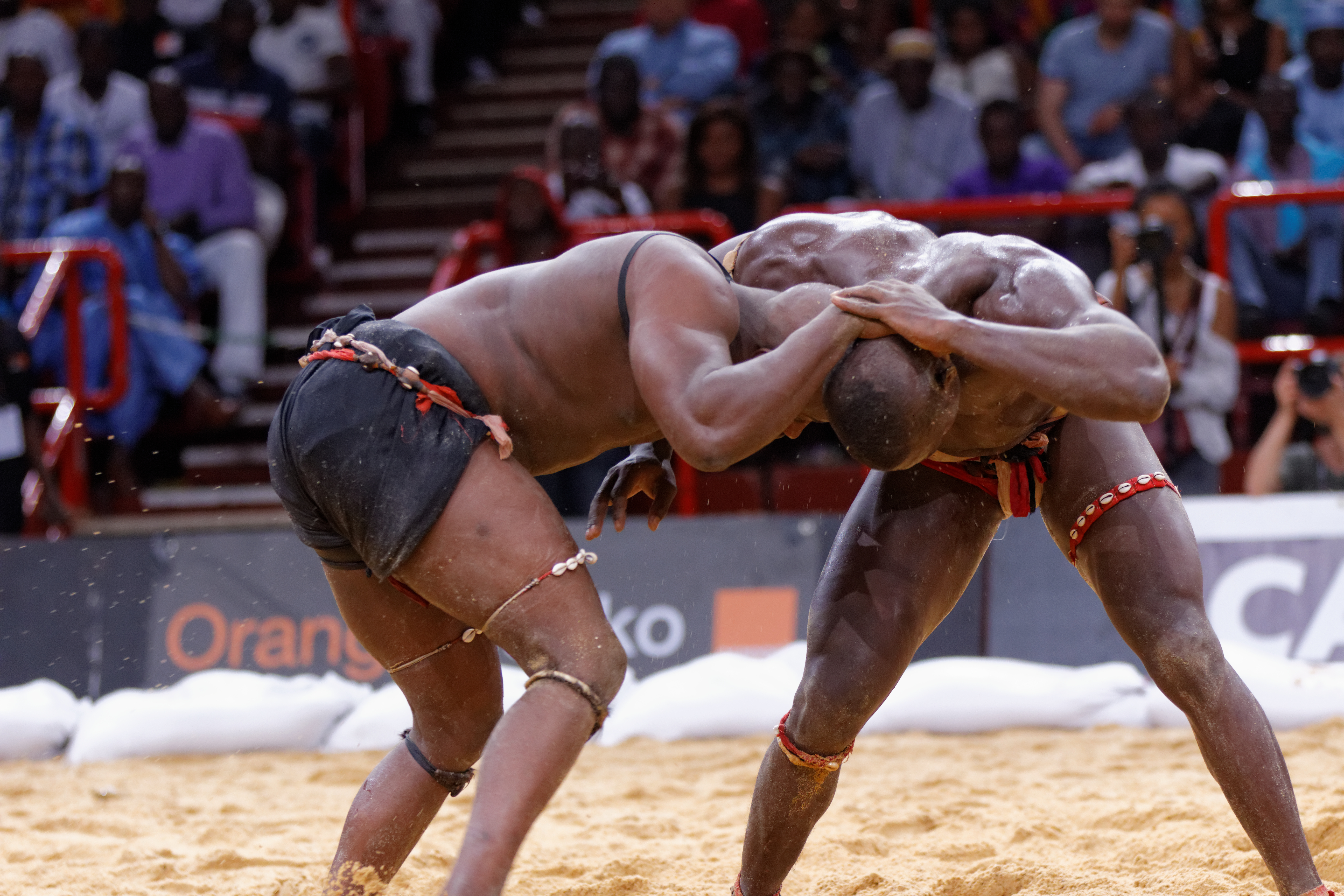
Lutte sénégalaise.

La lutte sénégalaise est une pratique ancrée dans la tradition. La lutte sénégalaise n'a rien perdu de sa popularité, à travers des combats aussi brefs que spectaculaires. Ce sport est incarné par d'impressionnants champions tels que Yékini, qui, en 2005, l'a emporté sur Tyson, un redoutable adversaire qui avait su conserver le titre pendant près de cinq ans, mais sera battu à deux reprises par un autre poids lourd sénégalais, Sérigne Dia, dit Bombardier. D'importants enjeux économiques sont désormais liés à ce sport. Les cachets mis en jeu peuvent atteindre de nos jours près de 350 000 000 FCFA, soit 750 000 dollars. Tradition destinée à célébrer la fin des récoltes, la lutte est devenue le sport national, détrônant même le football. Il se pratique partout : clandestinement, sur les terrains vagues, dans des tournois amateurs et dans des championnats professionnels médiatisés. La version sénégalaise, « avec frappe », autorise les coups de poing pour surprendre l'adversaire. Les combattants sont les héritiers d'une culture : ils se préparent en s'aspergeant de potions concoctées selon les recommandations des marabouts.

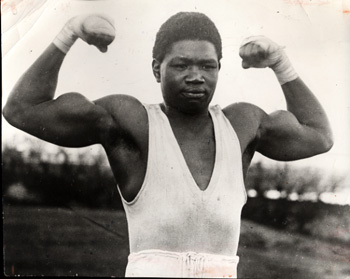
Battling Siki, figure légendaire de la boxe sénégalaise.

La boxe a connu ses lettres de gloire avec Battling Siki (1897-1925), champion du monde à 25 ans et premier Africain à remporter un titre mondial de boxe. Leonard Tavarez (Français mais né à Dakar) fut aussi champion de France des poids légers en 1969. Plus près de nous, Souleymane M'Baye (Français d'origine sénégalaise) est devenu champion de France WBC des lourds-légers. Mouhamed Ali Ndiaye (en) (Italien mais né au Sénégal) a été détenteur de plusieurs titres internationaux en petite catégorie.
Le basket-ball est moins prisé que le football, c'est cependant un sport très pratiqué, stimulé par les succès de son équipe nationale de basket-ball, les Lions du Sénégal et des joueurs tels que DeSagana Diop, Boniface N'Dong, El Kabir Pene, Maleye N'Doye, Xane d'Almeida ou Gorgui Dieng qui fut en 2015 pour sa première année avec les Lions à l'Afrobasket meilleur pointeur et meilleur rebondeur du tournoi. L'équipe fut éliminée en demi-finale par le Nigeria futur vainqueur de la compétition. Sans oublier les braves lionnes (Aya Traoré, Fatou Dieng, Mame-Marie Sy-Diop, Ndèye Sène, Aminata Dièye, Fatoumata Diango, Fatou Binetou Thiam, Bineta Diouf, Mame Diodio Diouf, Awa Guèye, Aminata Nar Diop et Oumoul Khairy Sarr) qui, après la médaille d'argent au Liban aux 6e jeux de la francophonie en septembre 2009, ont remporté en octobre 2009 la 21e coupe d'Afrique des nations (CAN) jouée à Madagascar. Elles ont aussi remporté la dernière coupe d'Afrique des nations en octobre 2015. Après avoir gagné la CAN de 2015 les lionnes du basket ont eu la promesse de l'État de faire un palais omnisports dont l'inauguration est prévue au début de 2017. En 2016 les travaux du palais omnisports sont lancés à Diamniadio.
Les autres sports sont également bien représentés : l'équipe sénégalaise de pêche sportive (Moussa Mbengue, Abdoulaye Kébé, Cyril Calendini, Dominique Dussaut) est devenue championne du monde en 2002 et 2003. Séduits par des conditions météorologiques souvent clémentes et les ressources côtières, les visiteurs viennent nombreux pour pratiquer les sports nautiques tels que la plongée sous-marine ou le surf, et la réputation des Almadies ou de la vague de Ouakam n'est plus à faire. De son côté, l'aviation de loisir – notamment l'ULM – permet une approche inédite des paysages, dans une contrée dépourvue de vraies montagnes. Cap Skirring et le Sine Saloum constituent alors des destinations de choix. Le skate commence peu à peu à prendre de l'importance avec des associations et tournois et aussi avec la création d'un skate park à Dakar.

### Médias
Même si les médias au Sénégal bénéficient d'une situation relativement favorable par rapport à d'autres pays africains, leur dépendance à l'égard du pouvoir reste forte et des incidents surviennent occasionnellement, comme ce fut le cas lors de la répression d'une manifestation contre la vie chère en mars 2008.
L'Agence de Presse Sénégalaise (APS), un organisme autonome créé en 1959, détient le monopole de la diffusion des informations distribuées au Sénégal par les agences de presse mondiales. En 2015, le Sénégal se situe à la 71e place – sur 180 pays – du classement mondial de la liberté de la presse établi chaque année par Reporters sans frontières.
La presse écrite au Sénégal a débuté au cours du XXe siècle pendant la période coloniale :
- déjà en 1856 l'administration coloniale au Sénégal lance le Moniteur du Sénégal et dépendances, édité à Saint-Louis. Une presse d'inspiration religieuse se développe aussi en Afrique au début du XXe siècle, publiée notamment par les missions protestantes qui souhaitent encourager la lecture de la Bible. Un regard différent ou critique n'était alors pas envisageable[93] ;
- après la Première Guerre mondiale, les Sénégalais se dotent de leurs propres périodiques, notamment syndicaux, tels que La Voix des travailleurs sénégalais, fondée en 1938. Mais c'est seulement au lendemain de la Seconde Guerre mondiale que le continent accède véritablement à l'information. Dans les années 1950, les idées panafricaines commencent à se diffuser à travers Présence africaine, une revue créée en 1947 par Alioune Diop. Les journaux se multiplient à l'approche des indépendances, mais de manière un peu moins prolifique que dans les pays anglophones[94],[95].

Au XXIe siècle les principaux titres de la presse sont :
- pour la presse quotidienne : Le Soleil créé dès 1970 et assez proche du gouvernement, Sud Quotidien, plus indépendant, Wal Fadjri, plus proche des partis d'opposition ou Le Quotidien, neutre. L'Observateur, Le Populaire et aussi d'autres journaux comme 24 heures chrono, etc. ;
- l'une des particularités de la presse sénégalaise est l'existence de journaux satiriques, tel que Le Cafard libéré, clin d'œil explicite à son confrère français, Le Canard enchaîné ou Le Politicien ;
- à ces titres s'ajoutent ceux de la presse sportive Stades et wiwSport (no 1 du sport au Sénégal)[97], les magazines féminins Amina (le magazine des femmes africaines et antillaises) et de détente, de plus en plus populaires, ainsi que quelques publications destinées aux plus jeunes Planète Enfants ou Planète Jeunes ;
- parmi les périodiques panafricains, l'hebdomadaire Jeune Afrique, fondé en 1960, reste très prisé des élites qui lisent aussi la presse internationale francophone Le Monde, Le Figaro, voire anglophone International Herald Tribune, The Guardian ;
- cependant, comme ailleurs, les journaux doivent faire face à la concurrence des autres médias et notamment des sites d'information en ligne, tels que Rewmi, Nettali ou Politicos et Leral.

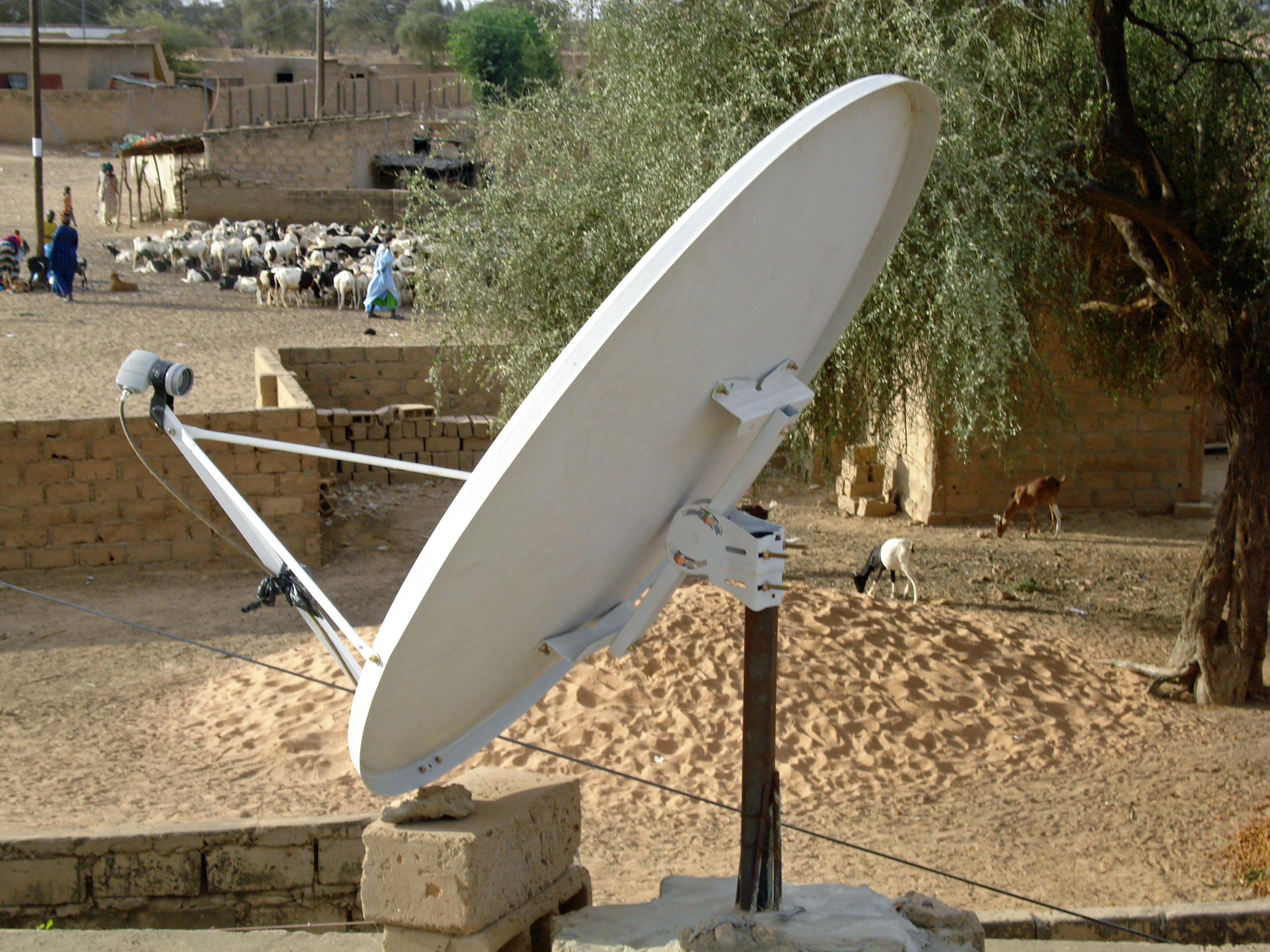
Antenne parabolique à Agnam-Goly (région de Matam).

Économique et maniable, la radio constitue aujourd'hui le seul véritable média de masse et le moyen de communication le plus égalitaire au Sénégal :
- il existe des émissions en langues vernaculaires particulièrement appréciées ;
- les radios internationales, telles que Africa no 1, d'origine gabonaise, ou Radio France internationale, ouvrent d'autres horizons.

La télévision fait ses débuts au Sénégal en 1963 avec l'aide de l'UNESCO mais les émissions régulières ne débutent véritablement qu'en 1965. Grâce aux satellites, les plus fortunés peuvent capter les chaînes privées internationales, mais l'usage de la télévision reste souvent populaire et collectif :
- la RTS (Radiodiffusion télévision sénégalaise) a longtemps bénéficié d'un véritable monopole ;
- elle doit compter aujourd'hui avec des chaînes telles que 2sTV, TFM, Canal Info News, LCS, RDV, Walf TV, Touba TV, iTV, DTV, Lampfall TV et Mourchide TV - ces trois dernières étant à caractère religieux et confrérique.

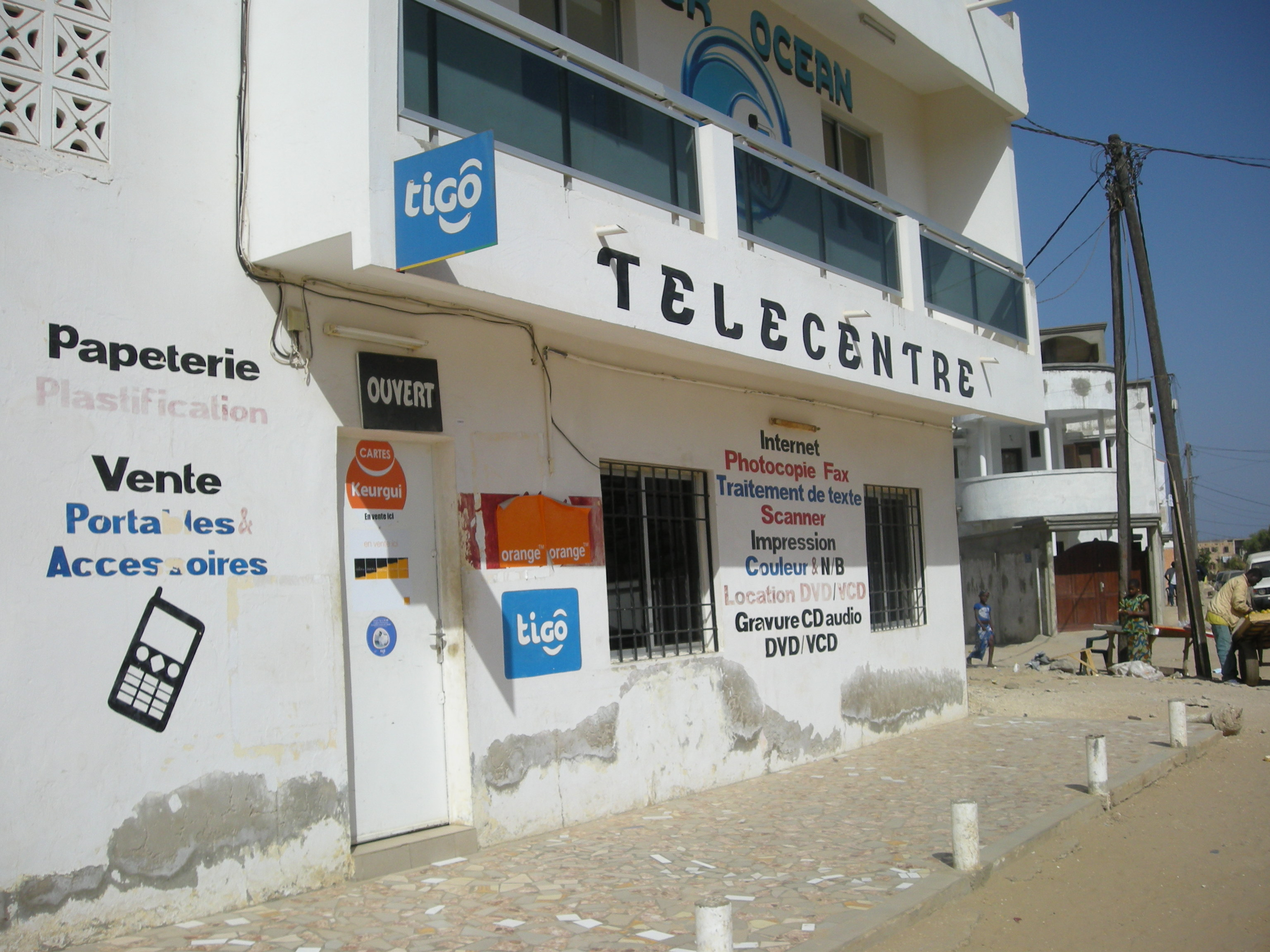
Télécentre à Yoff.

Selon l'Observatoire sur les Systèmes d'Information, les Réseaux et les Inforoutes au Sénégal (OSIRIS), le nombre d'utilisateurs d'Internet était de 650 000 en septembre 2007. Au 30 septembre 2007, il y avait 34 907 abonnés, dont 33 584 avec une connexion ADSL. On estime actuellement[C'est-à-dire ?] à plus de 800 le nombre de points d'accès à Internet dans le pays. En avril 2007, 1 921 domaines « .sn » étaient déclarés et 540 sites étaient effectivement en ligne.
Dans un pays où la convivialité et la palabre sont au cœur de la vie familiale et sociale, la téléphonie mobile s'est développée très rapidement. Les deux opérateurs qui se partagent le marché sont la Sonatel (dont les services sont commercialisés depuis 2006 sous la marque Orange) et Tigo. À eux deux, ils comptaient 4 122 867 abonnés le 31 décembre 2007. On n'en dénombrait que 269 088 pour la téléphonie fixe à la même date, mais il faut prendre en compte les 17 000 télécentres disséminés sur tout le territoire. Un troisième opérateur, Expresso, appartenant au soudanais Sudatel a été admis dans le marché et en 2010 un rapport de l'Union internationale des télécommunications et de l'Agence de régulation des télécommunications et des postes (Artp) a fait état de 7,5 millions d'abonnés.
Maîtresse d'un homme marié, un feuilleton télévisé sénégalais en wolof, est diffusé depuis le 25 janvier 2019. Il devient un phénomène de société au Sénégal et dans la diaspora sénégalaise en dénonçant les blocages sociétaux liés à la sexualité, la polygamie ou le féminisme, ou en étant dénoncé pour cela par les conservateurs et religieux.

### Religions et croyances

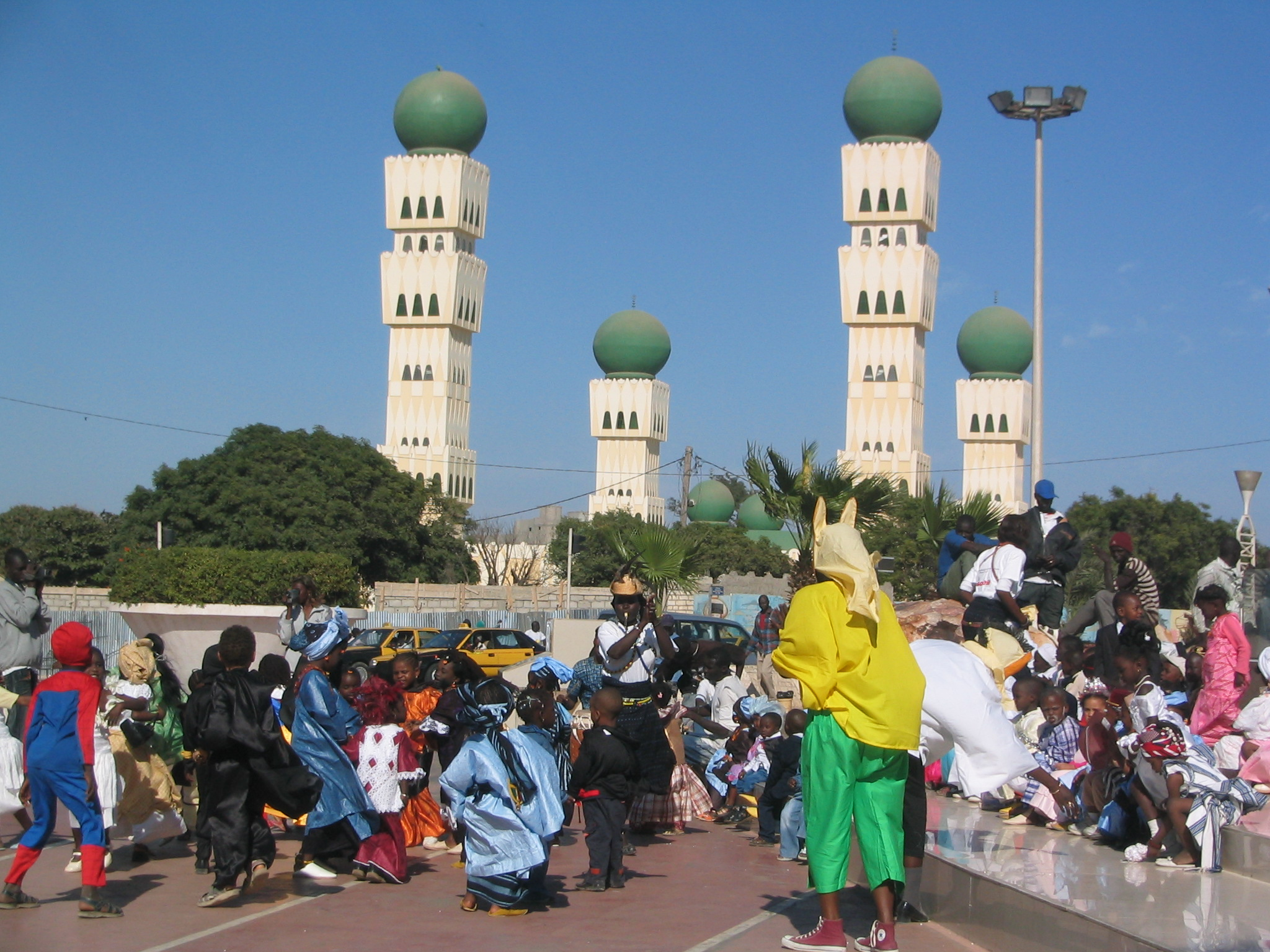
École célébrant Mardi gras à Dakar ; à l'arrière-plan, la mosquée Seydou Nourou Tall.

La pratique de l'islam dans le pays date du XIe siècle (voir l'histoire du Sénégal), époque où les Almoravides conquièrent le Nord du Sénégal. La population sénégalaise est aujourd'hui très majoritairement musulmane (environ 97 %) et pratique un islam sunnite essentiellement de tradition soufie à travers quatre confréries : la Tijaniyya, le mouridisme, la Qadiriyya et le layénisme. L'islam au Sénégal est connu pour sa tolérance et son ouverture à l'altérité. Le Sénégal est un pays membre de l'Organisation de la coopération islamique.
L'apparition du christianisme est beaucoup plus récente. Aujourd'hui, les chrétiens (catholiques, évangéliques, protestants) représentent environ 2,7 % de la population du Sénégal. Enfin, malgré la dominance du christianisme et de l'islam, l'animisme est toujours présent. Il est pratiqué principalement dans le Sud-Est du pays, et cohabite souvent avec les autres religions.
Le Sénégal est un modèle en matière de cohabitation pacifique religieuse. Lors des différentes fêtes religieuses, les Sénégalais ont pour habitude d'offrir des repas à leurs voisins pratiquant d'autres religions. À Popenguine-Ndayane, les musulmans sont plus nombreux que les catholiques, mais au pèlerinage de la Basilique Notre-Dame-de-la-Délivrande de Popenguine (de tout le Sénégal), ils participent et aident à son organisation.

### Santé

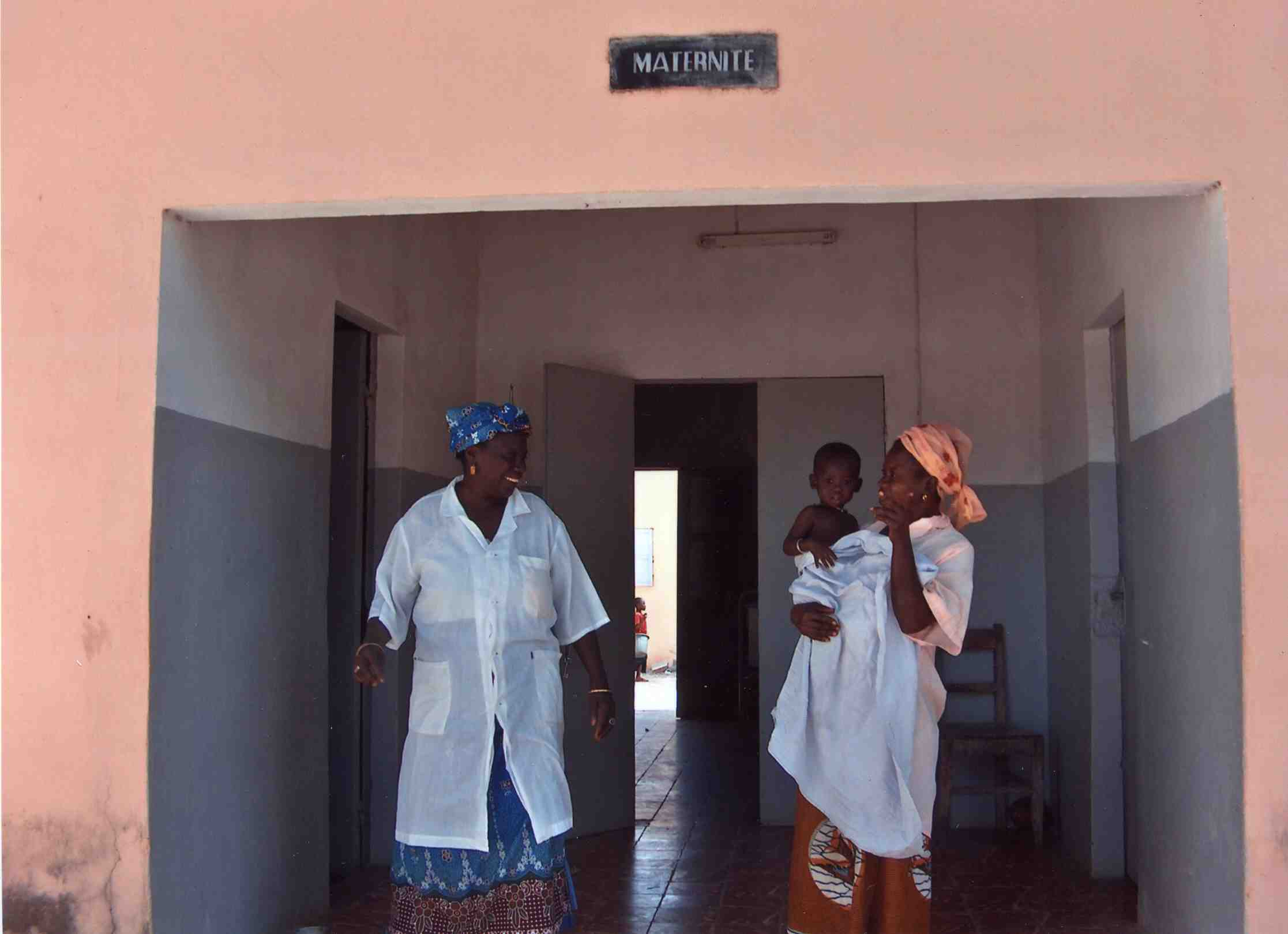
Une maternité dans le Sine Saloum.

L'accès aux soins de santé au Sénégal reste inégal car le patient doit financer ses propres soins et il y a moins de dispensaires à la campagne. En 2015, l'espérance de vie à la naissance est de 68,6 pour les femmes et de 64,6 ans pour les hommes, soit de 66,7 ans pour la population globale et le taux de prévalence du SIDA est l'un des plus faibles d'Afrique avec 0,9 % de la population séropositive. Selon un rapport de l'OMS le Sénégal est le pays le plus avancé dans l'organisation des soins de santé publique et privée de la sous-région, plus en avance même que certains pays du Maghreb. La faculté de médecine de l'Université Cheikh-Anta-Diop et ses annexes sont dotées d'équipements à la fine pointe de la technologie à l'image des pays européens, permettant ainsi des recherches telles que celles du professeur Souleymane Mboup sur le VIH.
Cependant quelques endémies restent préoccupantes, comme le paludisme ou les bilharzioses, et de grandes disparités subsistent dans le pays, si l'on songe par exemple que 70 % des médecins et 80 % des pharmaciens et des dentistes sont installés dans la capitale.
La médecine traditionnelle avec des tradipraticiens reste souvent la solution la moins onéreuse pour les plus démunis.
En mars 2020, une pandémie de covid-19 a commencé au Sénégal. Les cas de covid ont augmenté entre les mois de juin et juillet 2021.

## Économie et développement
| Données                              | Valeurs                                                   |
| ------------------------------------ | --------------------------------------------------------- |
| Produit intérieur brut               | 27,68 millards en 2022                                    |
| Produit intérieur brut par habitant  | 1598 ,73 millards en 2022                                 |
| Main d'œuvre par secteur (2011)      | agriculture : 15,9 % industrie : 21,7 % services : 62,3 % |
| Taux de chômage urbain               | 25,6 % (2010) et 40 % de jeunes citadins                  |
| Dette extérieure                     | 4,7 %                                                     |
| Indice de développement humain       | 0,511 (2021) 170e/191                                     |
| Population sous le seuil de pauvreté | 36 %                                                      |
| Coefficient de Gini                  | 41,3 (1995)                                               |

États membres de la Communauté économique des États de l'Afrique de l'Ouest (CEDEAO).

Jusqu'en 1814, les comptoirs coloniaux ne devaient avoir qu'une fonction commerciale et avaient pour interdiction de développer une activité de production. « Pas même un clou » selon Colbert,. À partir de 1814, au contraire les colonies ont une obligation d'autosuffisance, cette obligation est confirmée en 1866.
Le Sénégal possède la quatrième économie de la sous-région ouest-africaine après le Nigeria, la Côte d'Ivoire et le Ghana. Compte tenu de sa situation géographique et de sa stabilité politique, le Sénégal fait partie des pays africains les plus industrialisés avec la présence de multinationales qui sont majoritairement d'origine française et dans une moindre mesure américaine.
La main d'œuvre du pays se divise comme ceci : 55 % sont consacrés aux services, 14 % aux industries et 32 % est consacré à l'agriculture.
L'économie sénégalaise est principalement tournée vers la Chine, l'Europe, l'Inde... La France est le deuxième partenaire commercial après la Chine. Avec quelque 270 entreprises qui opèrent dans tous les secteurs au Sénégal et fournissent 31 000 emplois.

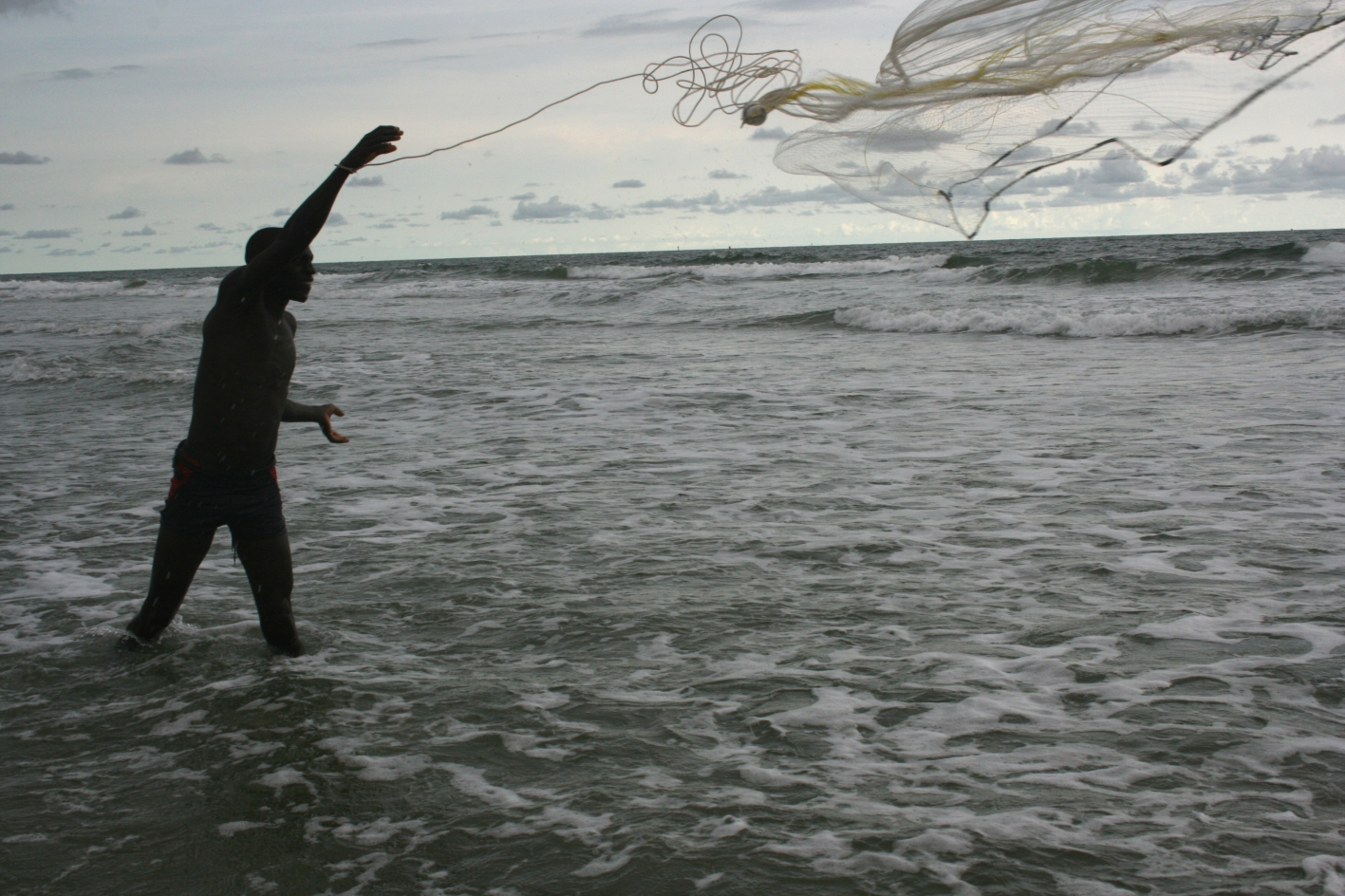
Pêche au filet à Boucotte (Casamance).

Comparé aux autres pays du continent africain, le Sénégal est aussi très riche en ressources naturelles (or, gaz et pétrole, phosphates, zircon, etc.) mais ses principales recettes aujourd'hui proviennent de la pêche, du tourisme et des services :
- la pêche constitue la principale source de devises au Sénégal. Depuis la réduction de la taxe de douane, cela a dopé l'exportation au détriment de l'écosystème des fonds marins[118] ;
- le tourisme est développé essentiellement sur le littoral avec de grands complexes hôteliers internationaux et des hôtels locaux de grande qualité.

Le Sénégal est membre de l'Union économique et monétaire ouest-africaine.

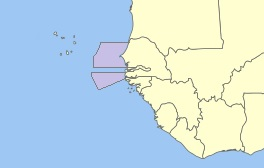
Zone économique exclusive (ZEE) du Sénégal (en violet).

En 1994, la monnaie est dévaluée et une politique de libéralisation est activement menée. Le Sénégal essaye de rentrer dans les conditions requises par le Fonds monétaire international (FMI) afin de bénéficier d'un allègement de la dette pour le développement du pays. Depuis 2006, le Sénégal est dans la liste des pays éligibles.
Les difficultés économiques dues au poids de la dette ont entraîné un renforcement du syndicalisme :
- le syndicalisme au Sénégal a été dans ses débuts une force d'opposition au colonialisme[réf. nécessaire], mais à présent ce sont diverses factions politiques qui soutiennent les organismes syndicaux. Ces syndicats ont la capacité d'organiser une grève dans deux États voisins[120] ou de participer à des réunions sur le NEPAD ;
- le poids de la dette extérieure de ce pays pauvre très endetté (PPTE) et le secteur agricole qui emploie à peu près 70 % de la population sénégalaise laissent peu de marge pour un décollage économique. De plus, l'agriculture sénégalaise est très sensible aux aléas climatiques et aux invasions acridiennes ;
- en 2015, le président Sall a annoncé son projet de faire de Diamniadio une ville moderne afin de désengorger la capitale Dakar. Ainsi, de nombreux projets ont vu le jour dans cette ville future. On peut prendre l'exemple de l'aéroport Blaise Diagne (ouvert au public depuis 2018), le train express régional qui a été mis en service en décembre 2021, l'hôtel 5 étoiles, la gare des gros porteurs, le stade, des logements sociaux et d'autres projets à venir. Le Sénégal reçoit un soutien technique du FMI au cours de l'exercice 2015-2017 au titre d'un instrument d'appui aux politiques (ISP) pour aider à la mise en œuvre du PSE. La mise en œuvre de l'ISP continue d'être satisfaisante, comme l'a conclu la deuxième mission d'examen du FMI en mars 2016. Les investisseurs ont manifesté leur confiance dans le pays grâce aux émissions d'Eurobonds réussies du Sénégal ces dernières années, y compris en 2014 ;
- le gouvernement se concentrera sur 19 projets dans le cadre du PSE pour le budget 2016 afin de poursuivre la transformation structurelle de l'économie. Ces 19 projets incluent l'autoroute Thiès-Touba, dont le nouvel aéroport Mbour-Thiès. Le Sénégal augmentera le programme national d'allocations familiales et le programme d'urgence de développement communautaire en 2016. L'approvisionnement en électricité est une contrainte majeure pour le développement du Sénégal. Les prix de l'électricité au Sénégal sont parmi les plus élevés au monde. Power Africa, un programme dirigé par l'USAID et l'OPIC, prévoit d'augmenter la capacité de production actuelle de 500 MW à plus de 1 000 mW dans les trois à cinq prochaines années. Les récentes découvertes de gaz à la frontière sénégalo-mauritanienne et au sud de Dakar contribueront à pallier certaines des pénuries d'énergie.

Le 24 octobre 2022 le Sénégal intègre comme pays observateur le Forum des pays exportateurs de gaz (GECF),.
En 2024, le Sénégal est classé en 92e position pour l'indice mondial de l'innovation.

### Office national de lutte contre la fraude et la corruption
L'Office national de lutte contre la fraude et la corruption (OFNAC), créé en décembre 2012 pour lutter contre d'éventuelles tentatives de corruption, est composé de onze personnes nommées par le président de la République.

### Plans stratégiques de développement économique
Après la mise en place du DSRP (Documents de Stratégie de Réduction de la Pauvreté) sur la période de 2003 à 2010 et un plan de Stratégie nationale de Développement économique et social (SNDES) pour la période 2013-2017, le PSE, Plan Sénégal Emergent, a été adopté par le gouvernement sous la présidence de Macky Sall. Il s'agit d'un plan dont l'objectif est de rendre le Sénégal plus compétitif et indépendant sur le plan économique. Il se fixe comme horizon 2035 et les deux premières phases ont été lancées (2014 à 2018 et 2019 à 2023). Sa mise en application est critiquée en 2021, notamment en raison du fait qu'il est subventionné en partie par des pays étrangers et que les résultats se feraient attendre dans certains secteurs, avec une augmentation du nombre de pauvres.

## Culture locale et patrimoine
« La culture est au début et à la fin du développement. »

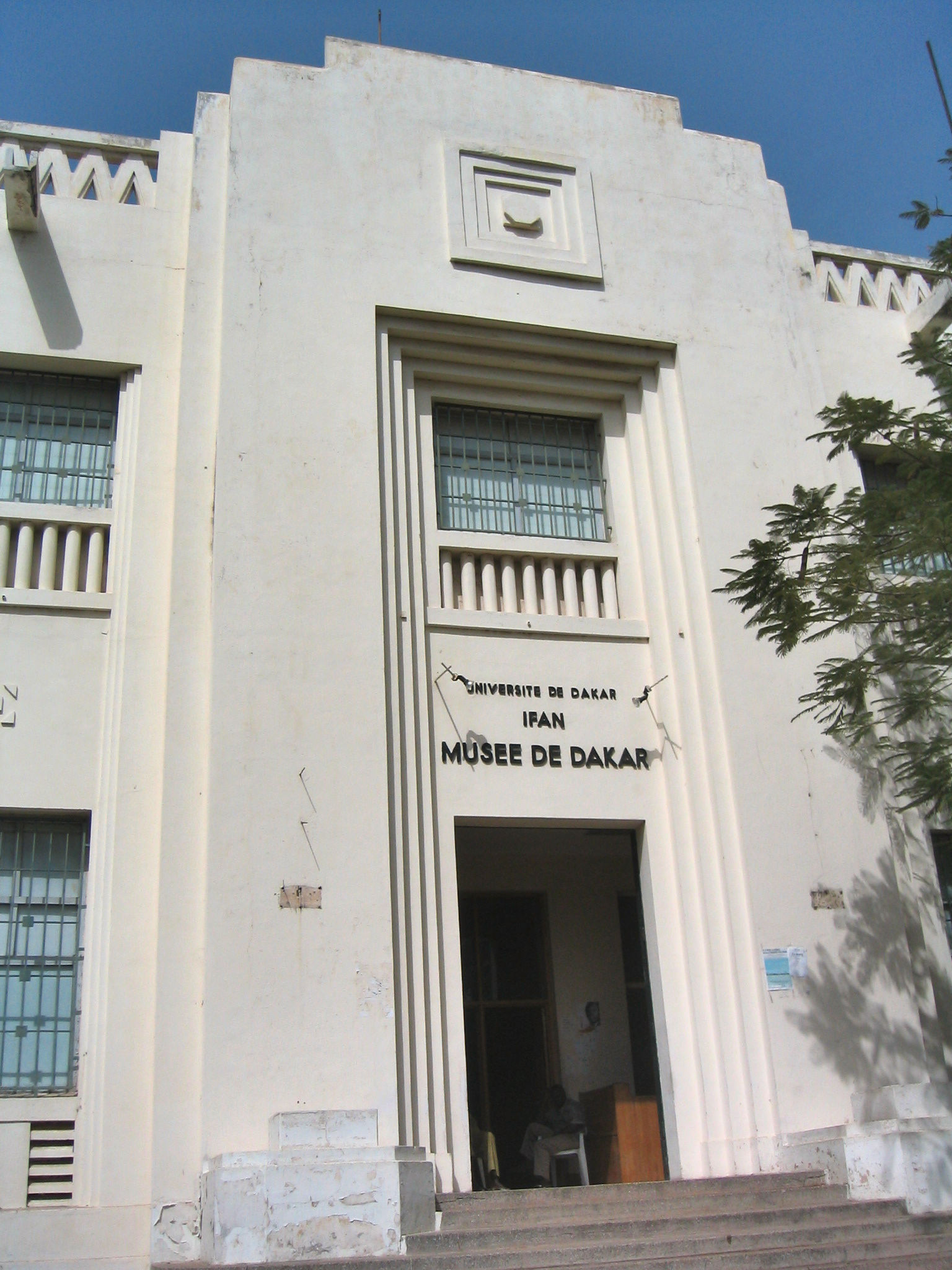
Le musée Théodore-Monod d'Art africain à Dakar.

La littérature sénégalaise a longtemps été connue dans le monde surtout à travers Léopold Sédar Senghor, à la fois poète et homme d'État, chantre de la négritude et figure emblématique de la francophonie. Parmi les autres auteurs désormais classiques figurent notamment les romanciers Cheikh Hamidou Kane, Birago Diop, Boubacar Boris Diop, mais aussi Ousmane Sembène qui portera à l'écran quelques-uns de ses propres romans. De leur côté les femmes sont particulièrement actives, voire incisives. En 1979 Aminata Sow Fall, dans La Grève des bàttu, dépeint dans sa satire politique un petit peuple de mendiants se mobilisant contre le sort qui lui est fait. En 1980, Mariama Bâ décrit avec une grande sensibilité la société polygame dans Une si longue lettre. En 1978, Awa Thiam écrit le best-seller La Parole aux négresses. En 1996, le poète Alioune Badara Coulibaly, proche du poète Léopold Sédar Senghor, publie Bon anniversaire, Sédar, rendant hommage au chantre de la négritude pour ses 90 ans. Ce poète est à son cinquième livre de poésie avec le dernier intitulé Rayons de soleil sur Saint-Louis (2009). En 1997, la romancière Fama Diagne Sène a obtenu le Grand Prix des Lettres du Sénégal avec son roman Le chant des ténèbres. Plus récemment, Fatou Diome rencontre le succès avec Le Ventre de l'Atlantique (2004), un roman qui met en scène, souvent avec humour, les rêves d'évasion des jeunes Sénégalais.
Tradition et modernisme marquent l'architecture du Sénégal. L'habitat traditionnel, sobre et fonctionnel mais plus éphémère, utilise les matériaux locaux (pierre, terre, bois, paille), comme pour les cases peules ou les cases à impluvium casamançaises. La période coloniale a laissé des traces comme à Gorée ou à Saint-Louis, et ces sites figurent aujourd'hui sur la liste du patrimoine mondial de l'UNESCO. Aujourd'hui, l'architecte Pierre Goudiaby Atepa a conçu plusieurs réalisations contemporaines, telle la Porte du Troisième millénaire à Dakar. À noter aussi de nouvelles constructions telles que le tunnel de la corniche ouest et le monument de la Renaissance Africaine, inauguré en 2010. L'autoroute à péage est en cours d'exécution.

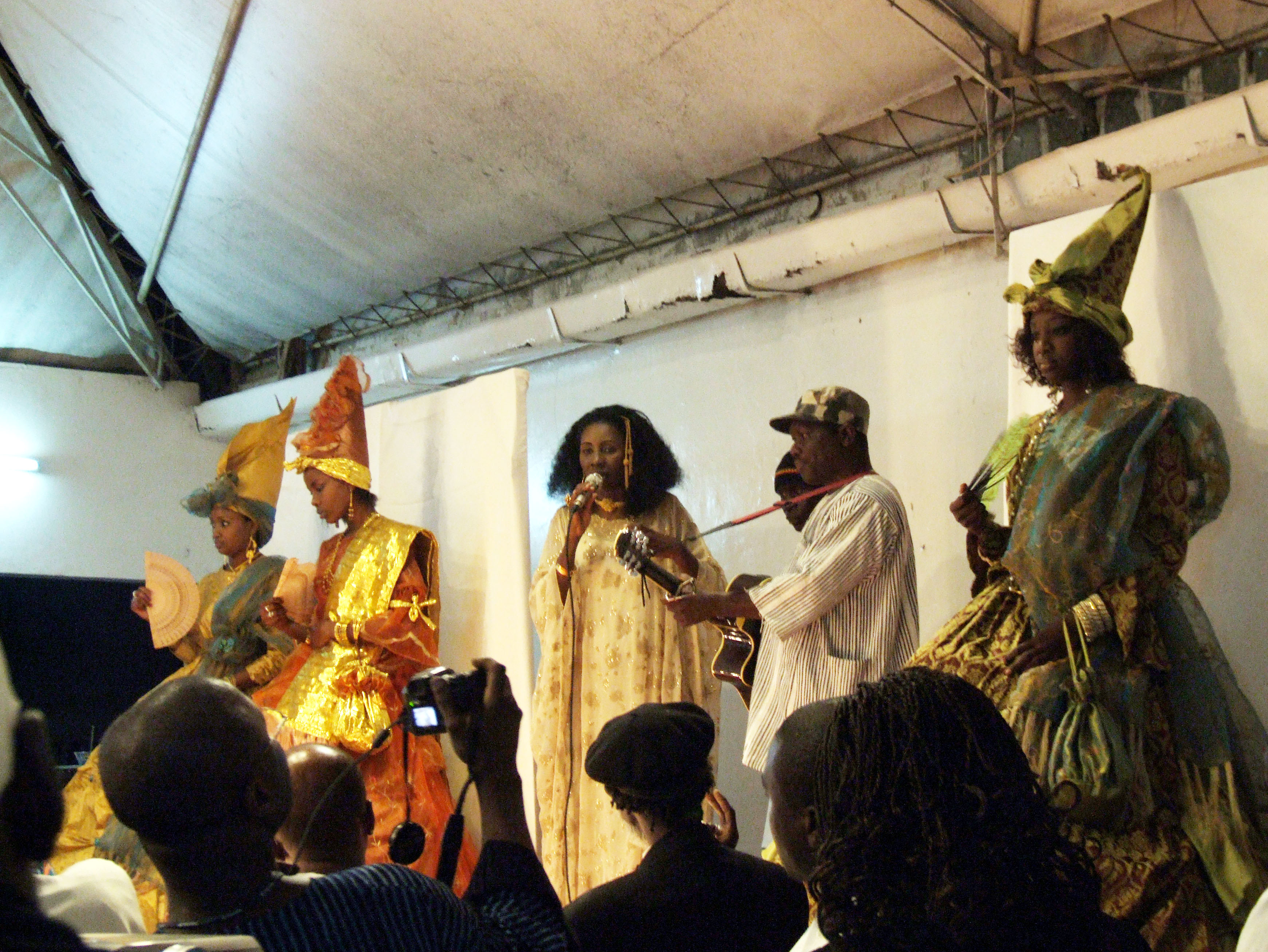
La styliste Oumou Sy lors d'un défilé sur le thème de la signare.

Les arts plastiques ont été soutenus pendant la période où le président poète L.S. Senghor était au pouvoir à travers le mécénat d'État. Par la suite, ses successeurs ont eu des difficultés à poursuivre cette politique à cause de la crise économique. Diverses initiatives privées se sont développées afin de soutenir les artistes. Ces arts sont à l'honneur à travers le sculpteur Ousmane Sow de renommée internationale et de Kalidou Kassé, artiste peintre.
La série de timbres émise sous l'intitulé Élégance sénégalaise célèbre ces femmes belles et séduisantes qui impressionnaient déjà les observateurs d'autrefois et inspiraient les poètes : femmes peules au port altier, linguères de sang royal, signares fortunées de Saint-Louis ou de Gorée. Même avec de modestes budgets, le souci de l'apparence perd rarement ses droits au Sénégal : boubous, coiffures et bijoux sont choisis avec soin et fréquemment renouvelés. Qu'ils portent l'habit traditionnel ou le costume, les hommes aussi sont attentifs à leurs tenues. En contrepoint, les tenues décontractées de certains touristes déconcertent parfois.

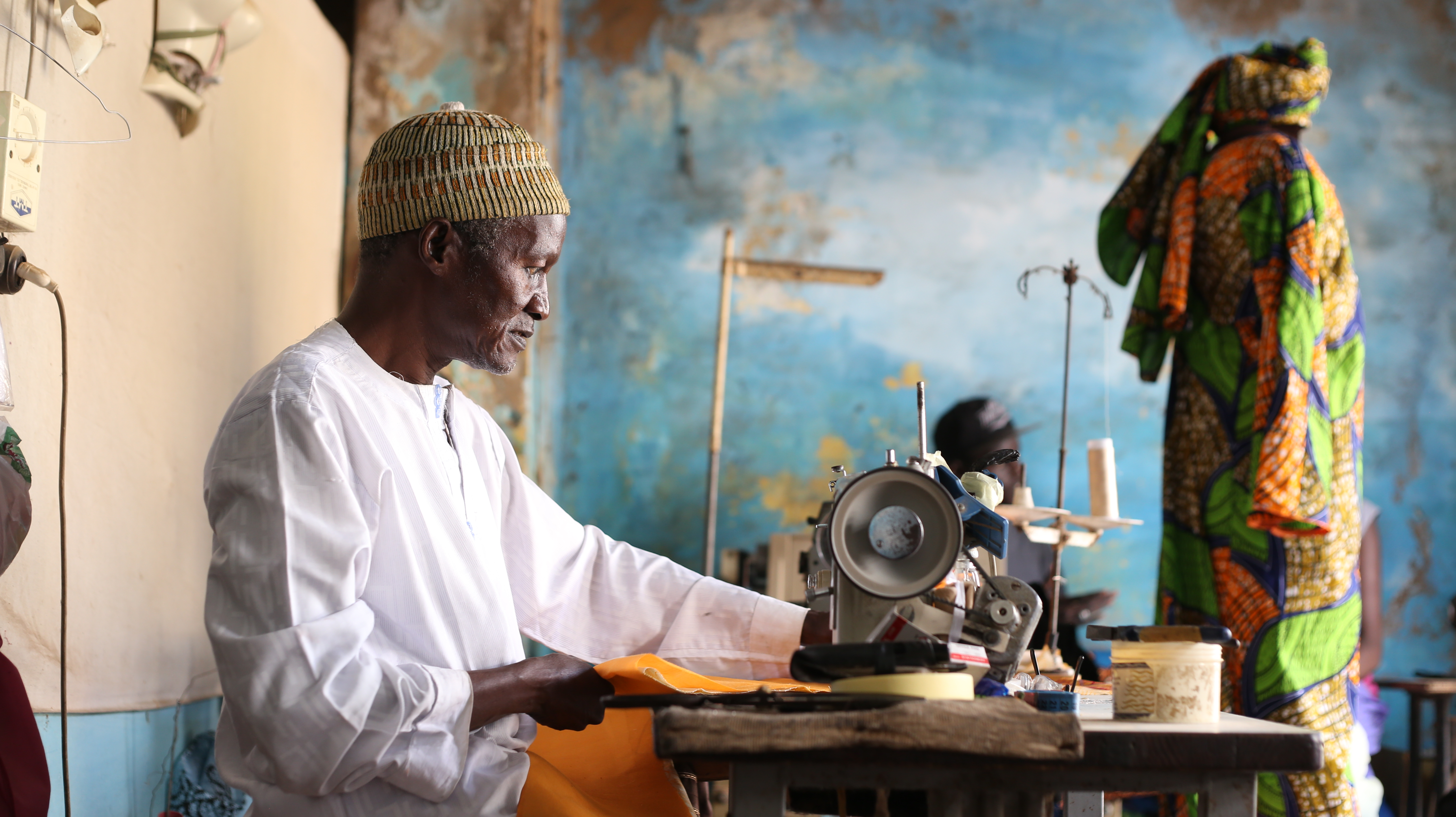
Créateur de mode à Saint-Louis, Sénégal.

Dans le prolongement des activités anciennes de tissage et de teinture, l'industrie de la mode s'est tout naturellement épanouie dans le pays, avec quelques personnalités de premier plan telles que Collé Ardo Sow, Claire Kane et surtout Oumou Sy, à la fois costumière, styliste, décoratrice et femme d'affaires au rayonnement international.
Le cinéma sénégalais est l'un des plus anciens d'Afrique. Ses représentants les plus connus sont les cinéastes Ousmane Sembène — également romancier — et Djibril Diop Mambety, auxquels il faut ajouter Tidiane Aw, ou Safi Faye, réalisatrice de films documentaires. Ces productions sont souvent mieux appréciées à l'étranger qu'au Sénégal où beaucoup de salles ont fermé, concurrencées par le marché plus florissant de la vidéo. On remarque également que nombre de films d'origines diverses ont été tournés dans ce pays au climat propice et aux paysages des plus photogéniques. Il y existe le Fonds de promotion de l'industrie cinématographique et audiovisuelle (FOPICA) dont le secrétariat permanent est assuré par Abdoul Aziz Cissé depuis sa création.

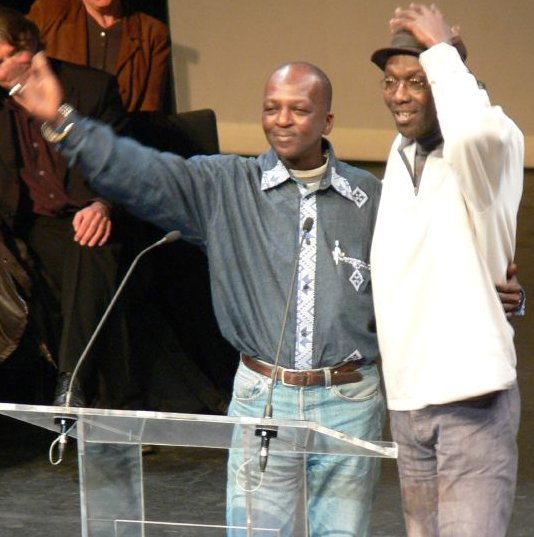
Touré Kunda.

Les grands noms de la musique sénégalaise contemporaine sont : Youssou N'Dour, auteur-compositeur, musicien et interprète de renommée internationale. Baaba Maal est un auteur-compositeur, interprète qui se produit internationalement ainsi que Ismaël Lô, auteur-compositeur et interprète. Omar Pène, auteur-compositeur et interprète et Coumba Gawlo Seck, auteur-compositeur.
Djembé, sabar, kora, xalam, tambour d'aisselle et balafon font partie des instruments traditionnels toujours très populaires. Parmi les instruments de percussion, le sabar et le mbalax désignent à la fois l'instrument de musique, un style de musique et une danse. Ce sont des sons typiques de la culture sénégalaise. Thione Seck qui est un auteur-compositeur-interprète de mbalax a su adapter la tradition et la modernité : il est apprécié par des fans de tous âges au Sénégal. Pape Diouf et Ndongo Lô (décédé le 16 janvier 2005), Ismael Lô (appelé Bob Dylan sénégalais) sont également des artistes de l'univers du mbalax. Cheikh Lô, auteur-compositeur, musicien et interprète a su allier le mbalax et des influences reggaes. À noter, Viviane Chidid, meilleure artiste sénégalaise 2006 et reine du mbalax, une des rares artistes féminines à avoir su se faire une place. Les instruments à corde telle que la kora connue dans toute l'Afrique de l'ouest sont à présent connus en dehors du continent à travers des groupes de jazz ou de world music.

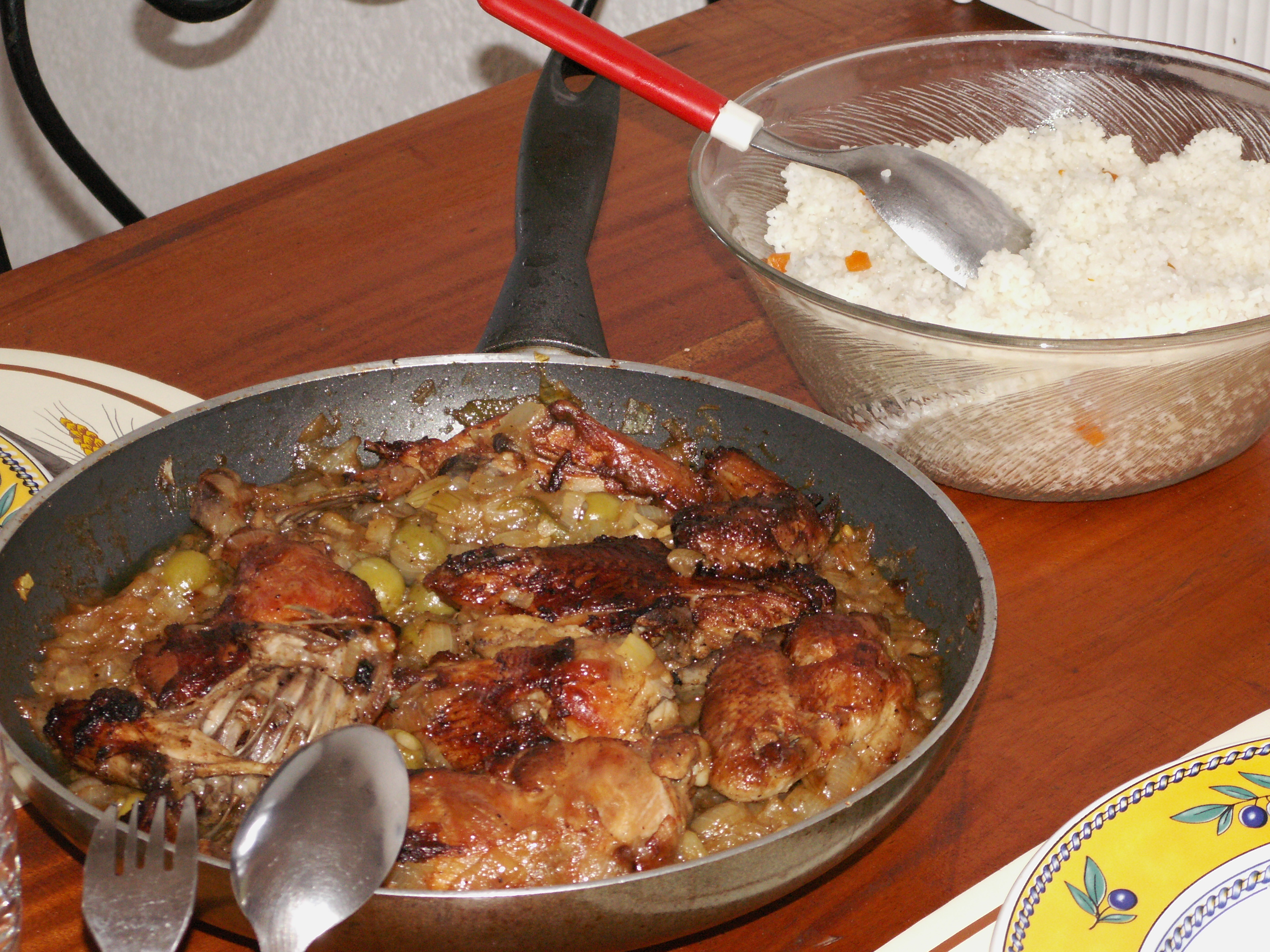
Yassa de poulet.

Dans Un grain de vie et d'espérance, la romancière Aminata Sow Fall met en scène la place essentielle occupée par la cuisine sénégalaise dans la culture et la vie quotidienne du pays. La « teranga », ce sens de l'hospitalité cher au cœur des Sénégalais, s'exprime souvent autour d'un plat unique réunissant la famille et les amis. Relativement peu connue à l'étranger en dehors des communautés issues de l'immigration et de quelques restaurants de grandes villes, la cuisine sénégalaise a attiré l'attention des médias avec la publication du livre de Youssou N'Dour, La cuisine de ma mère, vibrant hommage aux valeurs familiales comme aux plats relevés et longuement mijotés.
Cette cuisine présente quelques similitudes avec celles des pays d'Afrique de l'Ouest, mais elle accueille d'autres influences, venues d'Afrique du Nord, du Liban, de France ou du Portugal. Elle fait un large usage du poisson et des céréales (riz et mil) dans les plats nationaux, comme la thiéboudiène, le yassa de poulet, le thiéré, le maffé, la soupe kandia ou cette préparation plus sophistiquée qu'est le mulet farci à la saint-louisienne. Dans un pays majoritairement musulman, le thé, la tisane de kinkeliba et le bissap l'emportent sur les alcools, mais les bières locales – Flag ou Gazelle – et le vin de palme en Casamance ont aussi leurs adeptes.

### Société
Le Sénégal est communément appelé « le pays de la téranga ». Le terme « téranga » désigne des valeurs d'hospitalité, de solidarité et de partage. Nous pouvons affirmer que le peuple Sénégalais évolue globalement en société, il est très collectiviste.
De plus il existe de nombreux groupes ethniques au Sénégal tels que les soninkés, les mandings, les lébous, les peulhs, les diolas, les toucouleurs etc.
En parallèle aux ethnies, on y retrouve les castes. Les ethnies et les castes ne sont pas liées. Les ethnies représentent les regroupements culturels, le système des castes lui représente la hiérarchisation sociale. Cette hiérarchisation sociale prend ses bases sur le métier exercé par les ancêtres des années en arrière.
Dans le système des castes, on retrouve les nobles (« geer ») qui englobent les agriculteurs et les éleveurs, les griots (« gewel ») dont le rôle est de chanter les louanges des nobles, les artisans (« jef lekk ») qui présentent différentes catégories dont les « teug » qui sont les forgerons, les « ude » qui désignent les cordonniers, les « laobé » qui sont les ébénistes et enfin les « maabo » qui sont les tisserands.
Auparavant, c'est le nom de famille qui permettait d'identifier l'appartenance à une caste. De plus le système de caste était très visible. Ce n'est le cas que dans certaines partie du Sénégal de nos jours, à cause du brassage culturel.
Cependant, il n'en demeure pas moins présent dans la société sénégalaise. Ce système crée des divergences sur plusieurs plans, comme pour les mariages : il est très difficile, voire impossible pour deux personnes de castes différentes de se marier. De plus, le Sénégal n'a jamais eu de président étant d'une autre caste que la caste des nobles.

### Langues
Il existe une grande diversité linguistique à travers les langues au Sénégal. La Constitution de 2001 a reconnu au français le statut de langue officielle et à six langues celui de langues nationales, le wolof — langue parlée par le plus grand nombre de personnes même appartenant à d'autres ethnies — le sérère, le peul (aussi appelé fulfulde ou pular), le mandingue, le soninké et le diola. Cinq autres langues vernaculaires ont été promues peu après : le hassanya, le balante, le mancagne, le noon et le manjaque ; suivies de trois autres langues : le ménik, l'oniyan et le saafi-saafi.
Au total, 22 langues bénéficient du statut de langue nationale au Sénégal.
Le Sénégal est membre de l'assemblée parlementaire de la francophonie depuis 1967 ainsi que de l'organisation internationale de la francophonie depuis 1970. Le français est la langue officielle et de l'administration, parlée par 29 % des Sénégalais en 2014. L'enseignement de l'école publique se fait en français. L'introduction des langues nationales est toutefois envisagée afin d'améliorer l'enseignement. Le wolof, parlé par 93,5 % de la population,, est la langue qui compte le plus de locuteurs, principalement dans les grands centres urbains. Elle est très utilisée dans le commerce et sert de langue de communication entre personnes parlant des langues différentes. La forte progression du français (notamment parmi la nouvelle génération) menace les langues locales de disparition, sauf le wolof.

### Éducation

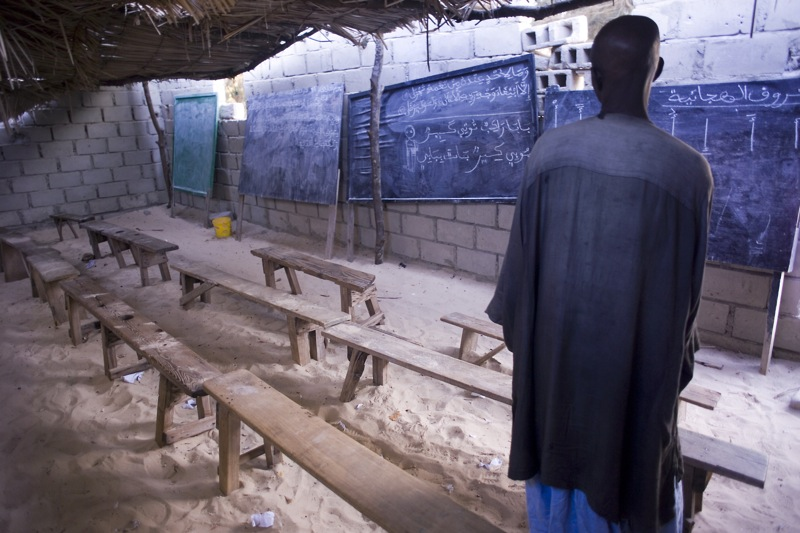
Salle de classe dans un village.

Le système éducatif du Sénégal est l'un des plus avancés sur le continent. Le Sénégal peut se targuer d'avoir un enseignement de qualité avec des équivalences de diplômes des universités étrangères les plus prestigieuses tant en France qu'aux États-Unis.
Ceci permet également des échanges avec des étudiants qui viennent étudier au Sénégal dans le cadre d'études spécifiques sur le pays ou des étudiants sénégalais qui partent à l'étranger afin de diversifier leurs connaissances dans le cadre de recherche.
La population étant très jeune, la demande en formation est très forte sans compter la jeunesse des autres pays africains plus pauvres qui tente de terminer ses études à Dakar.
Malgré un taux de réussite au baccalauréat similaire en 2000 (37,67 %) et en 2011 (38,4 %), le nombre de bacheliers est passé dans l'intervalle de 9 000 à 30 000. Et naturellement, 80 % de ces bacheliers ont cherché à s'inscrire à la faculté, « objet de promotion sociale et de fierté, pour lequel les familles et les étudiants sont prêts à réaliser d'énormes sacrifices », explique le chercheur Olivier Provini, qui travaille sur les réformes universitaires africaines. Le problème majeur auquel font face ces nombreux bacheliers est la maîtrise du français : durant tout leur cheminement scolaire, ils doivent jongler entre le français et la langue nationale, le wolof.
De nouvelles universités publiques ont été créées à Bambey, Thiès et Ziguinchor et les salaires des professeurs ont été revus à la hausse sous la présidence de Abdoulaye Wade, ce qui a permis de freiner la fuite des cerveaux universitaires et à encourager le retour de certains qui étaient en Europe, aux États-Unis et ailleurs en Afrique. L'université de Kaolack va bientôt ouvrir ses portes également sous la présidence du nouveau président de la république Macky Sall. Cette nouvelle université va permettre le désengorgement des autres universités du pays mais aussi l'orientation d'un grand nombre d'étudiants. Ceci va aussi permettre le développement des autres régions du pays.
Le Sénégal est membre de l'organisation de la Francophonie (qui fut un temps dirigée par son ancien Président Abdou Diouf) et est devenu un pays observateur au sein de la communauté des pays de langue portugaise (CPLP). Le Sénégal envisage de devenir membre à part entière de la CPLP[réf. nécessaire] alors que le portugais n'est parlé que par une très faible part de la population. L'inauguration de la deuxième université de Dakar et de celle du Sine Saloum est prévue début 2017.

### Sciences
L'Académie nationale des sciences et techniques du Sénégal (ANSTS) a pour missions de conseiller l'État, de promouvoir, de développer et récompenser la culture scientifique.

### Personnalités
De nombreuses personnalités de renommée internationale ou ayant eu une influence historique ou culturelle sont d'origine sénégalaise ou tout simplement nées au Sénégal. Parmi les plus connues : 
- le Chevalier de Saint-George (musicien éminent à la cour de Louis XVI, grand escrimeur et guerrier engagé dans la Révolution, de mère sénégalaise) ;
- les érudits musulmans Oumar Tall, Malick Sy, Ayuba Suleiman Diallo (imam devenu esclave), Ahmadou Bamba et Limamou Thiaw ;
- Ibrahim Niasse, le premier député sénégalais en France Blaise Diagne, ou l'ancien député français puis président du Sénégal et membre de l'Académie française Léopold Sédar Senghor ;
- l'historien physicien et anthropologue Cheikh Anta Diop, l'écrivain et anthropologue Tidiane N'Diaye (auteur du Génocide voilé), les frères Diouf (ex-membres du groupe québécois Les Colocs) ;
- l'artiste sculpteur Ousmane Sow, Babacar Khane (en) (yogi et poète mystique), le chanteur Youssou N'Dour, Gaston Berger (philosophe créateur de la prospective) ;
- le danseur et chorégraphe Maurice Béjart, quarteron, fils d'un métis de Saint-Louis. L'œuvre de Maurice Béjart est actuellement[C'est-à-dire ?] poursuivie par son élève Germaine Acogny ;
- la fondatrice de l'ONG Femmes Africa Solidarité, Bineta Diop, qui figure en 2011 au classement Time des 100 personnalités qui font bouger le monde ;
- les personnalités politiques françaises Ségolène Royal et Rama Yade, le médecin-chercheur épidémiologiste Didier Raoult, ainsi que les rappeurs Didier Awadi, Akon et Lefa, les joueurs de football Patrick Vieira et Patrice Évra, la réalisatrice et scénariste Karine Silla, le chanteur Ycare, sont nés au Sénégal. D'autres personnalités françaises sont d'origine sénégalaise : l'historien devenu ministre Pap Ndiaye et sa sœur, l'écrivaine Marie Ndiaye, la chargée de communication Sibeth Ndiaye, les rappeurs Booba (de par son père), Disiz, MHD, Alpha 5.20, Dadoo, Freeze Corleone (de par son père), Mokobé (de par son père), Sefyu et les joueurs de football Bafétimbi Gomis, Mamadou Sakho, Sadio Mané et El-Hadji Diouf.

### Ordres et décorations
Les ordres nationaux du Sénégal répondent à  un souci de vouloir distinguer par des signes particuliers les individus ayant accompli des actions d’éclat.
Ordres nationaux :
- l'ordre national du Lion (5 grades) ;
- l'ordre du Mérite (5 grades).

Ordres ministériels spécifiques :
- l'ordre du Mérite agricole (3 grades) ;
- l'ordre des Palmes académiques (3 grades).

#### Guides, romans & contes
- Georges Cocks, Khoufou, le rêve bleu, (roman), Nèg Mawon, 2021 (978-2491791087)
- Youssou N'dour (Auteur) et Isabelle Rozenbaum (Photographies), Sénégal : Cuisine intime et gourmande, La Martinière, 2014, 192 p. (ISBN 978-2-7324-6531-9)
- Collectif, Sénégal 2019/20, Hachette Tourisme, 2018, 320 p. (ISBN 978-2-0162-6712-7)
- Auzias D. Labourdette et J. Alter, Guide Sénégal - Gambie, Petit Futé, 2021, 360 p. (ISBN 978-2-3050-4463-7)
- Fabrice Hervieu (Auteur), Florent Silloray (Illustrations) et Aurélia Fronty (Illustrations), Aujourd'hui au Sénégal : Bocar, Dakar, Gallimard Jeunesse, 2005, 64 p., 8-12 ans (ISBN 978-2-0705-0156-4)
- Christian Epanya, Le taxi-brousse de Papa Diop, Syros Jeunesse, 2015, 32 p., 9-12 ans (ISBN 978-2-7485-1698-2)
- Jean Musy, 15 contes du Sénégal, Flam Jeunesse, 2022, 96 p., 9-12 ans (ISBN 978-2-0802-7136-5)